# Світовий Тур ATP 2017
Світовий Тур ATP 2017 - всесвітній елітний професійний цикл тенісних турнірів, організований Асоціацією тенісистів-професіоналів як частина тенісного сезону 2017 року. У 2017 році календар включає турніри Великого шолома (проводяться Міжнародною федерацією тенісу (ITF)), турніри серії Мастерс, турніри категорій 500 і 250. Також до Туру входять Кубок Девіса (організований ITF) та Фінал Світового Туру ATP. Крім того, до офіційного переліку турнірів входить Кубок Гопмана, за який очки учасникам не нараховуються.

## Розклад
Нижче наведено повний розклад турнірів на 2017 рік, включаючи перелік тенісистів, які дійшли на турнірах щонайменше до чвертьфіналу.
Легенда
| Турніри Великого шолома       |
| Фінал Світового Туру ATP      |
| Світовий Тур ATP Мастерс 1000 |
| Світовий Тур ATP 500          |
| Світовий Тур ATP 250          |
| Командні змагання             |

### Січень
| Тиждень           | Турнір | Чемпіони | Фіналісти                                                                                                | Півфіналісти                                                  | Чвертьфіналісти                                                  |
| ----------------- | --- | --- | --- | ------------------------------------------------------------- | ---------------------------------------------------------------- |
| 2 січня           | Кубок Гопмана Перт, Австралія Турнір змішаних команд ITF Хард (п) – 8 команд (ГР) | Франція 2–1 | США | Круговий турнір (Група A) Швейцарія Німеччина Велика Британія | Круговий турнір (Група B) Іспанія Чехія Австралія                |
| 2 січня           | Відкритий чемпіонат Катару Доха, Катар Світовий Тур ATP 250 $1,334,270 – Хард – 32S/16Q/16D Одиночний розряд – Парний розряд | Новак Джокович 6–3, 5–7, 6–4 | Енді Маррей                                                                                              | Томаш Бердих Фернандо Вердаско                                | Ніколас Альмагро Жо-Вілфрід Тсонга Іво Карлович Радек Штепанек   |
| 2 січня           | Відкритий чемпіонат Катару Доха, Катар Світовий Тур ATP 250 $1,334,270 – Хард – 32S/16Q/16D Одиночний розряд – Парний розряд | Жеремі Шарді Фабріс Мартен 6–4, 7–6(7–3) | Вашек Поспішил Радек Штепанек                                                                            | Томаш Бердих Фернандо Вердаско                                | Ніколас Альмагро Жо-Вілфрід Тсонга Іво Карлович Радек Штепанек   |
| 2 січня           | Відкритий чемпіонат Ченная Ченнай, India Світовий Тур ATP 250 $505,730 – Хард – 28S/16Q/16D Одиночний розряд – Парний розряд | Роберто Баутіста Аґут 6–3, 6–4 | Медведєв Данило Сергійович                                                                               | Дуді Села Бенуа Пер                                           | Йозеф Ковалік Альберт Рамос Viñolas Аляж Бедене Михайло Южний    |
| 2 січня           | Відкритий чемпіонат Ченная Ченнай, India Світовий Тур ATP 250 $505,730 – Хард – 28S/16Q/16D Одиночний розряд – Парний розряд | Роган Бопанна Jeevan Nedunchezhiyan 6–3, 6–4 | Пурав Раджа Дівідж Шаран                                                                                 | Дуді Села Бенуа Пер                                           | Йозеф Ковалік Альберт Рамос Viñolas Аляж Бедене Михайло Южний    |
| 2 січня           | Брисбен International Брисбен, Австралія Світовий Тур ATP 250 $495,630 – Хард – 28S/16Q/16D Одиночний розряд – Парний розряд | Григор Димитров 6–2, 2–6, 6–3 | Кей Нісікорі                                                                                             | Мілош Раоніч Стен Вавринка                                    | Рафаель Надаль Домінік Тім Джордан Томпсон Кайл Едмунд           |
| 2 січня           | Брисбен International Брисбен, Австралія Світовий Тур ATP 250 $495,630 – Хард – 28S/16Q/16D Одиночний розряд – Парний розряд | Танасі Коккінакіс Джордан Томпсон 7–6(9–7), 6–4 | Жіль Мюллер Сем Кверрі                                                                                   | Мілош Раоніч Стен Вавринка                                    | Рафаель Надаль Домінік Тім Джордан Томпсон Кайл Едмунд           |
| 9 січня           | Окленд Open Окленд, Нова Зеландія Світовий Тур ATP 250 $508,360 – Хард – 28S/16Q/16D Одиночний розряд – Парний розряд | Джек Сок 6–3, 5–7, 6–3 | Жуан Соуза                                                                                               | Маркос Багдатіс Стів Джонсон                                  | Їржі Веселий Робін Гаасе Жеремі Шарді Джон Ізнер                 |
| 9 січня           | Окленд Open Окленд, Нова Зеландія Світовий Тур ATP 250 $508,360 – Хард – 28S/16Q/16D Одиночний розряд – Парний розряд | Марцін Матковський Айсам-уль-Хак Куреші 1–6, 6–2, [10–3] | Джонатан Ерліх Скотт Ліпскі                                                                              | Маркос Багдатіс Стів Джонсон                                  | Їржі Веселий Робін Гаасе Жеремі Шарді Джон Ізнер                 |
| 9 січня           | Сідней International Сідней, Австралія Світовий Тур ATP 250 $495,630 – Хард – 28S/16Q/16D Одиночний розряд – Парний розряд | Жіль Мюллер 7–6(7–5), 6–2 | Деніел Еванс                                                                                             | Андрій Кузнєцов Віктор Троїцький                              | Домінік Тім Пабло Карреньо Буста Філіпп Кольшрайбер Пабло Куевас |
| 9 січня           | Сідней International Сідней, Австралія Світовий Тур ATP 250 $495,630 – Хард – 28S/16Q/16D Одиночний розряд – Парний розряд | Веслі Колгоф Матве Мідделкоп 6–3, 7–5 | Джеймі Маррей Бруно Соарес                                                                               | Андрій Кузнєцов Віктор Троїцький                              | Домінік Тім Пабло Карреньо Буста Філіпп Кольшрайбер Пабло Куевас |
| 16 січня 23 січня | Відкритий чемпіонат Австралії Мельбурн, Австралія Великий шолом A$22,624,000 – Хард 128S/128Q/64D/32X Одиночний розряд – Парний розряд – Змішаний парний розряд                                                                                      | Роджер Федерер 6–4, 3–6, 6–1, 3–6, 6–3 | Рафаель Надаль                                                                                           | Стен Вавринка Григор Димитров                                 | Міша Зверєв Жо-Вілфрід Тсонга Мілош Раоніч Давід Ґоффен          |
| 16 січня 23 січня | Відкритий чемпіонат Австралії Мельбурн, Австралія Великий шолом A$22,624,000 – Хард 128S/128Q/64D/32X Одиночний розряд – Парний розряд – Змішаний парний розряд                                                                                      | Генрі Контінен Джон Пірс 7–5, 7–5 | Боб Браян Майк Браян                                                                                     | Стен Вавринка Григор Димитров                                 | Міша Зверєв Жо-Вілфрід Тсонга Мілош Раоніч Давід Ґоффен          |
| 16 січня 23 січня | Відкритий чемпіонат Австралії Мельбурн, Австралія Великий шолом A$22,624,000 – Хард 128S/128Q/64D/32X Одиночний розряд – Парний розряд – Змішаний парний розряд                                                                                      | Абігейл Спірс Хуан Себастьян Кабаль 6–2, 6–4 | Саня Мірза Іван Додіг                                                                                    | Стен Вавринка Григор Димитров                                 | Міша Зверєв Жо-Вілфрід Тсонга Мілош Раоніч Давід Ґоффен          |
| 30 січня          | Перше коло кубка Девіса Буенос Айрес, Аргентина – ґрунт Руперт Губер, Німеччина – Хард (п) Куйонг, Австралія – Хард Birmingham, США – Хард (п) Токіо, Японія – Хард (п) Ottawa, Канада – Хард (п) Ниш, Сербія – Хард (п) Osijek, Хорватія – Хард (п) | Перемогли в першому раунді Італія 3–2 · Бельгія 4–1 · Австралія 4–1 · Сполучені Штати Америки 5–0 · Франція 4–1 · Велика Британія 3–2 · Сербія 4–1 · Іспанія 3–2 | Програли в першому раунді Аргентина · Німеччина · Чехія · Швейцарія · Японія · Канада · Росія · Хорватія |                                                               |                                                                  |

### Лютий
| Тиждень   | Турнір | Чемпіони                                           | Фіналісти                                 | Півфіналісти                              | Чвертьфіналісти                                                       |
| --------- | --- | -------------------------------------------------- | ----------------------------------------- | ----------------------------------------- | --------------------------------------------------------------------- |
| 6 лютого  | Open Sud de France Монпельє, Франція Світовий Тур ATP 250 €540,310 – Хард (п) – 28S/16Q/16D Одиночний розряд – Парний розряд                      | Олександр Звєрєв 7–6(7–4), 6–3                     | Рішар Гаске                               | Бенуа Пер Жо-Вілфрід Тсонга               | Дастін Браун Кенні де Схеппер Жеремі Шарді Медведєв Данило Сергійович |
| 6 лютого  | Open Sud de France Монпельє, Франція Світовий Тур ATP 250 €540,310 – Хард (п) – 28S/16Q/16D Одиночний розряд – Парний розряд                      | Олександр Звєрєв Міша Зверєв 6–4, 6–7(3–7), [10–7] | Фабріс Мартен Деніел Нестор               | Бенуа Пер Жо-Вілфрід Тсонга               | Дастін Браун Кенні де Схеппер Жеремі Шарді Медведєв Данило Сергійович |
| 6 лютого  | Відкритий чемпіонат Софії Софія, Болгарія Світовий Тур ATP 250 €540,310 – Хард (п) – 28S/16Q/16D Одиночний розряд – Парний розряд                 | Григор Димитров 7–5, 6–4                           | Давід Ґоффен                              | Ніколоз Басілашвілі Роберто Баутіста Аґут | Мартін Кліжан Віктор Троїцький Жіль Мюллер Стів Дарсіс                |
| 6 лютого  | Відкритий чемпіонат Софії Софія, Болгарія Світовий Тур ATP 250 €540,310 – Хард (п) – 28S/16Q/16D Одиночний розряд – Парний розряд                 | Віктор Троїцький Ненад Зімоньїч 6–4, 6–4           | Єлгін Михайло Миколайович Андрій Кузнєцов | Ніколоз Басілашвілі Роберто Баутіста Аґут | Мартін Кліжан Віктор Троїцький Жіль Мюллер Стів Дарсіс                |
| 6 лютого  | Відкритий чемпіонат Еквадору Кіто, Еквадор Світовий Тур ATP 250 $540,310 – ґрунт – 28S/16Q/16D Одиночний розряд – Парний розряд                   | Віктор Естрелья Бургос 6–7(2–7), 7–5, 7–6(8–6)     | Паоло Лоренці                             | Томас Беллуччі Альберт Рамос Viñolas      | Federico Gaio Ренцо Оліво Ражів Рам Роберто Карбальєс Баена           |
| 6 лютого  | Відкритий чемпіонат Еквадору Кіто, Еквадор Світовий Тур ATP 250 $540,310 – ґрунт – 28S/16Q/16D Одиночний розряд – Парний розряд                   | Джеймс Серретані Філіпп Освальд 6–3, 2–1 ret.      | Хуліо Перальта Орасіо Себальйос           | Томас Беллуччі Альберт Рамос Viñolas      | Federico Gaio Ренцо Оліво Ражів Рам Роберто Карбальєс Баена           |
| 13 лютого | Відкритий чемпіонат Роттердама Роттердам, Нідерланди Світовий Тур ATP 500 €1,854,365 – Хард (п) – 32S/15Q/16D/4Q Одиночний розряд – Парний розряд | Жо-Вілфрід Тсонга 4–6, 6–4, 6–1                    | Давід Ґоффен                              | Томаш Бердих П'єр-Юг Ербер                | Марин Чилич Мартін Кліжан Григор Димитров Домінік Тім                 |
| 13 лютого | Відкритий чемпіонат Роттердама Роттердам, Нідерланди Світовий Тур ATP 500 €1,854,365 – Хард (п) – 32S/15Q/16D/4Q Одиночний розряд – Парний розряд | Іван Додіг Марсель Гранольєрс 7–6(7–5), 6–3        | Веслі Колгоф Матве Мідделкоп              | Томаш Бердих П'єр-Юг Ербер                | Марин Чилич Мартін Кліжан Григор Димитров Домінік Тім                 |
| 13 лютого | Відкритий чемпіонат Мемфіса Мемфіс, США Світовий Тур ATP 250 $720,410 – Хард (п) – 28S/16Q/16D Одиночний розряд – Парний розряд                   | Раян Гаррісон 6–1, 6–4                             | Ніколоз Басілашвілі                       | Михайло Кукушкін Дональд Янг              | Меттью Ебден Стів Джонсон Дамір Джумгур Джон Ізнер                    |
| 13 лютого | Відкритий чемпіонат Мемфіса Мемфіс, США Світовий Тур ATP 250 $720,410 – Хард (п) – 28S/16Q/16D Одиночний розряд – Парний розряд                   | Браян Бейкер Нікола Мектич 6–3, 6–4                | Раян Гаррісон Стів Джонсон                | Михайло Кукушкін Дональд Янг              | Меттью Ебден Стів Джонсон Дамір Джумгур Джон Ізнер                    |
| 13 лютого | Відкритий чемпіонат Аргентини Буенос Айрес, Аргентина Світовий Тур ATP 250 $624,340 – ґрунт – 28S/16Q/16D Одиночний розряд – Парний розряд        | Олександр Долгополов 7–6(7–4), 6–4                 | Кей Нісікорі                              | Карлос Берлок Пабло Карреньо Буста        | Жуан Соуза Тьяго Монтейро Альберт Рамос Viñolas Геральд Мельцер       |
| 13 лютого | Відкритий чемпіонат Аргентини Буенос Айрес, Аргентина Світовий Тур ATP 250 $624,340 – ґрунт – 28S/16Q/16D Одиночний розряд – Парний розряд        | Хуан Себастьян Кабаль Роберт Фара 6–1, 6–4         | Сантьяго Гонсалес Давід Марреро           | Карлос Берлок Пабло Карреньо Буста        | Жуан Соуза Тьяго Монтейро Альберт Рамос Viñolas Геральд Мельцер       |
| 20 лютого | Rio Open Ріо-де-Жанейро, Бразилія Світовий Тур ATP 500 $1,603,940 – ґрунт – 32S/16Q/16D/4Q Одиночний розряд – Парний розряд                       | Домінік Тім 7–5, 6–4                               | Пабло Карреньо Буста                      | Casper Ruud Альберт Рамос Viñolas         | Тьяго Монтейро Олександр Долгополов Nicolás Kicker Дієго Шварцман     |
| 20 лютого | Rio Open Ріо-де-Жанейро, Бразилія Світовий Тур ATP 500 $1,603,940 – ґрунт – 32S/16Q/16D/4Q Одиночний розряд – Парний розряд                       | Пабло Карреньо Буста Пабло Куевас 6–4, 5–7, [10–8] | Хуан Себастьян Кабаль Роберт Фара         | Casper Ruud Альберт Рамос Viñolas         | Тьяго Монтейро Олександр Долгополов Nicolás Kicker Дієго Шварцман     |
| 20 лютого | Open 13 Марсель, Франція Світовий Тур ATP 250 €691,850 – Хард (п) – 28S/16Q/16D Одиночний розряд – Парний розряд                                  | Жо-Вілфрід Тсонга 6–4, 6–4                         | Люка Пуй                                  | Рішар Гаске Нік Киріос                    | Гаель Монфіс Медведєв Данило Сергійович Norbert Gombos Жиль Сімон     |
| 20 лютого | Open 13 Марсель, Франція Світовий Тур ATP 250 €691,850 – Хард (п) – 28S/16Q/16D Одиночний розряд – Парний розряд                                  | Жульєн Беннето Ніколя Маю 6–4, 6–7(9–11), [10–5]   | Робін Гаасе Домінік Інглот                | Рішар Гаске Нік Киріос                    | Гаель Монфіс Медведєв Данило Сергійович Norbert Gombos Жиль Сімон     |
| 20 лютого | Делрей-Біч Open Делрей-Біч, США Світовий Тур ATP 250 $599,345 – Хард – 32S/16Q/16D Одиночний розряд – Парний розряд                               | Джек Сок Walkover                                  | Мілош Раоніч                              | Хуан Мартін дель Потро Дональд Янг        | Кайл Едмунд Сем Кверрі Стів Джонсон Стів Дарсіс                       |
| 20 лютого | Делрей-Біч Open Делрей-Біч, США Світовий Тур ATP 250 $599,345 – Хард – 32S/16Q/16D Одиночний розряд – Парний розряд                               | Равен Класен Ражів Рам 7–5, 7–5                    | Трет Х'юї Максим Мирний                   | Хуан Мартін дель Потро Дональд Янг        | Кайл Едмунд Сем Кверрі Стів Джонсон Стів Дарсіс                       |
| 27 лютого | Дубай Tennis Championships Дубай,, ОАЕ Світовий Тур ATP 500 $2,858,530 – Хард – 32S/16Q/16D/4Q Одиночний розряд – Парний розряд                   | Енді Маррей 6–3, 6–2                               | Фернандо Вердаско                         | Люка Пуй Робін Гаасе                      | Філіпп Кольшрайбер Євген Донской Гаель Монфіс Дамір Джумгур           |
| 27 лютого | Дубай Tennis Championships Дубай,, ОАЕ Світовий Тур ATP 500 $2,858,530 – Хард – 32S/16Q/16D/4Q Одиночний розряд – Парний розряд                   | Жан-Жульєн Роєр Горія Текеу 4–6, 6–3, [10–3]       | Роган Бопанна Марцін Матковський          | Люка Пуй Робін Гаасе                      | Філіпп Кольшрайбер Євген Донской Гаель Монфіс Дамір Джумгур           |
| 27 лютого | Mexican Open Акапулько, Мексика Світовий Тур ATP 500 $1,633,690 – Хард – 32S/16Q/16D/4Q Одиночний розряд – Парний розряд                          | Сем Кверрі 6–3, 7–6(7–3)                           | Рафаель Надаль                            | Нік Киріос Марин Чилич                    | Новак Джокович Домінік Тім Стів Джонсон Йосіхіто Нісіока              |
| 27 лютого | Mexican Open Акапулько, Мексика Світовий Тур ATP 500 $1,633,690 – Хард – 32S/16Q/16D/4Q Одиночний розряд – Парний розряд                          | Джеймі Маррей Бруно Соарес 6–3, 6–3                | Джон Ізнер Фелісіано Лопес                | Нік Киріос Марин Чилич                    | Новак Джокович Домінік Тім Стів Джонсон Йосіхіто Нісіока              |
| 27 лютого | Відкритий чемпіонат Бразилії Сан-Паулу, Бразилія Світовий Тур ATP 250 $520,285 – ґрунт – 28S/16Q/16D Одиночний розряд – Парний розряд             | Пабло Куевас 6–7(3–7), 6–4, 6–4                    | Альберт Рамос Viñolas                     | Пабло Карреньо Буста Жуан Соуза           | Фабіо Фоніні Дієго Шварцман Федеріко Дельбоніс Гвідо Пелья            |
| 27 лютого | Відкритий чемпіонат Бразилії Сан-Паулу, Бразилія Світовий Тур ATP 250 $520,285 – ґрунт – 28S/16Q/16D Одиночний розряд – Парний розряд             | Рожеріу Дутра Сілва Андре Са 7–6(7–5), 5–7, [10–7] | Маркус Даніелл Марсело Демолінер          | Пабло Карреньо Буста Жуан Соуза           | Фабіо Фоніні Дієго Шварцман Федеріко Дельбоніс Гвідо Пелья            |

### Березень
| Тиждень               | Турнір | Чемпіони                                     | Фіналісти                | Півфіналісти                  | Чвертьфіналісти                                     |
| --------------------- | --- | -------------------------------------------- | ------------------------ | ----------------------------- | --------------------------------------------------- |
| 6 березня 13 березня  | Індіан-Веллс Мастерс Індіан-Веллс, США Світовий Тур ATP Мастерс 1000 $7,913,405 – Хард – 96S/48Q/32D Одиночний розряд – Парний розряд | Роджер Федерер 6–4, 7–5                      | Стен Вавринка            | Пабло Карреньо Буста Джек Сок | Пабло Куевас Домінік Тім Кей Нісікорі Нік Киріос    |
| 6 березня 13 березня  | Індіан-Веллс Мастерс Індіан-Веллс, США Світовий Тур ATP Мастерс 1000 $7,913,405 – Хард – 96S/48Q/32D Одиночний розряд – Парний розряд | Равен Класен Ражів Рам 6–7(1–7), 6–4, [10–8] | Лукаш Кубот Марсело Мело | Пабло Карреньо Буста Джек Сок | Пабло Куевас Домінік Тім Кей Нісікорі Нік Киріос    |
| 20 березня 27 березня | Відкритий чемпіонат Маямі Маямі, США Світовий Тур ATP Мастерс 1000 $7,913,405 – Хард – 96S/48Q/32D Одиночний розряд – Парний розряд   | Роджер Федерер 6–3, 6–4                      | Рафаель Надаль           | Нік Киріос Фабіо Фоніні       | Олександр Звєрєв Томаш Бердих Джек Сок Кей Нісікорі |
| 20 березня 27 березня | Відкритий чемпіонат Маямі Маямі, США Світовий Тур ATP Мастерс 1000 $7,913,405 – Хард – 96S/48Q/32D Одиночний розряд – Парний розряд   | Лукаш Кубот Марсело Мело 7–5, 6–3            | Ніколас Монро Джек Сок   | Нік Киріос Фабіо Фоніні       | Олександр Звєрєв Томаш Бердих Джек Сок Кей Нісікорі |

### Квітень
| Тиждень   | Турнір | Чемпіони                                                                         | Фіналісти                                                                             | Півфіналісти                 | Чвертьфіналісти                                                     |
| --------- | --- | -------------------------------------------------------------------------------- | ------------------------------------------------------------------------------------- | ---------------------------- | ------------------------------------------------------------------- |
| 3 квітня  | Чвертьфінали кубка Девіса Charleroi, Бельгія – Хард (п) Брисбен, Австралія – Хард Rouen, Франція – ґрунт (п) Белград, Сербія – Хард (п)    | Перемогли у чвертьфіналах Бельгія 3–2 · Австралія 3–2 · Франція 4–1 · Сербія 4–1 | Програли у чвертьфіналах Італія · Сполучені Штати Америки · Велика Британія · Іспанія |                              |                                                                     |
| 10 квітня | Ґрунтовий чемпіонат США Х'юстон, США Світовий Тур ATP 250 $600,345 – Ґрунт (Maroon) – 28S/16Q/16D Одиночний розряд – Парний розряд         | Стів Джонсон 6–4, 4–6, 7–6(7–5)                                                  | Томас Беллуччі                                                                        | Джек Сок Ернесто Ескобедо    | Фелісіано Лопес Фернандо Вердаско Сем Кверрі Джон Ізнер             |
| 10 квітня | Ґрунтовий чемпіонат США Х'юстон, США Світовий Тур ATP 250 $600,345 – Ґрунт (Maroon) – 28S/16Q/16D Одиночний розряд – Парний розряд         | Хуліо Перальта Орасіо Себальйос 4–6, 7–5, [10–6]                                 | Дастін Браун Френсіс Тіафо                                                            | Джек Сок Ернесто Ескобедо    | Фелісіано Лопес Фернандо Вердаско Сем Кверрі Джон Ізнер             |
| 10 квітня | Гран-прі Хассана II Марракеш, Марокко Світовий Тур ATP 250 €540,310 – ґрунт – 28S/16Q/16D Одиночний розряд – Парний розряд                 | Борна Чорич 5–7, 7–6(7–3), 7–5                                                   | Філіпп Кольшрайбер                                                                    | Бенуа Пер Їржі Веселий       | Томмі Робредо Ян-Леннард Штруфф Паоло Лоренці Альберт Рамос Viñolas |
| 10 квітня | Гран-прі Хассана II Марракеш, Марокко Світовий Тур ATP 250 €540,310 – ґрунт – 28S/16Q/16D Одиночний розряд – Парний розряд                 | Домінік Інглот Мате Павич 6–4, 2–6, [11–9]                                       | Марсель Гранольєрс Марк Лопес                                                         | Бенуа Пер Їржі Веселий       | Томмі Робредо Ян-Леннард Штруфф Паоло Лоренці Альберт Рамос Viñolas |
| 17 квітня | Monte-Carlo Masters Монте-Карло, Monaco Світовий Тур ATP Мастерс 1000 €4,629,725 – ґрунт – 56S/28Q/24D Одиночний розряд – Парний розряд    | Рафаель Надаль 6–1, 6–3                                                          | Альберт Рамос Viñolas                                                                 | Люка Пуй Давід Ґоффен        | Марин Чилич Пабло Куевас Дієго Шварцман Новак Джокович              |
| 17 квітня | Monte-Carlo Masters Монте-Карло, Monaco Світовий Тур ATP Мастерс 1000 €4,629,725 – ґрунт – 56S/28Q/24D Одиночний розряд – Парний розряд    | Роган Бопанна Пабло Куевас 6–3, 3–6, [10–4]                                      | Фелісіано Лопес Марк Лопес                                                            | Люка Пуй Давід Ґоффен        | Марин Чилич Пабло Куевас Дієго Шварцман Новак Джокович              |
| 24 квітня | Відкритий чемпіонат Барселони Барселона, Іспанія Світовий Тур ATP 500 €2,604,340 – ґрунт – 48S/24Q/16D/4Q Одиночний розряд – Парний розряд | Рафаель Надаль 6–4, 6–1                                                          | Домінік Тім                                                                           | Енді Маррей Орасіо Себальйос | Альберт Рамос Viñolas Юіті Суґіта Хьон Чун Карен Хачанов            |
| 24 квітня | Відкритий чемпіонат Барселони Барселона, Іспанія Світовий Тур ATP 500 €2,604,340 – ґрунт – 48S/24Q/16D/4Q Одиночний розряд – Парний розряд | Флорін Мерджа Айсам-уль-Хак Куреші 6–4, 6–3                                      | Філіпп Пецшнер Александер Пея                                                         | Енді Маррей Орасіо Себальйос | Альберт Рамос Viñolas Юіті Суґіта Хьон Чун Карен Хачанов            |
| 24 квітня | Hungarian Open Budapest, Hungary Світовий Тур ATP 250 €540,310 – ґрунт – 28S/16Q/16D Одиночний розряд – Парний розряд                      | Люка Пуй 6–3, 6–1                                                                | Аляж Бедене                                                                           | Паоло Лоренці Ласло Дьєр     | Мартін Кліжан Андрій Кузнєцов Фернандо Вердаско Іво Карлович        |
| 24 квітня | Hungarian Open Budapest, Hungary Світовий Тур ATP 250 €540,310 – ґрунт – 28S/16Q/16D Одиночний розряд – Парний розряд                      | Браян Бейкер Нікола Мектич 7–6(7–2), 6–4                                         | Хуан Себастьян Кабаль Роберт Фара                                                     | Паоло Лоренці Ласло Дьєр     | Мартін Кліжан Андрій Кузнєцов Фернандо Вердаско Іво Карлович        |

### Травень
| Тиждень            | Турнір | Чемпіони                                           | Фіналісти                         | Півфіналісти                     | Чвертьфіналісти                                                   |
| ------------------ | --- | -------------------------------------------------- | --------------------------------- | -------------------------------- | ----------------------------------------------------------------- |
| 1 травня           | Відкритий чемпіонат Ештуріла Ештуріл, Португалія Світовий Тур ATP 250 €540,310 – ґрунт – 28S/16Q/16D Одиночний розряд – Парний розряд                    | Пабло Карреньо Буста 6–2, 7–6(7–5)                 | Жіль Мюллер                       | Давид Феррер Кевін Андерсон      | Ніколас Альмагро Раян Гаррісон Таро Даніель Рішар Гаске           |
| 1 травня           | Відкритий чемпіонат Ештуріла Ештуріл, Португалія Світовий Тур ATP 250 €540,310 – ґрунт – 28S/16Q/16D Одиночний розряд – Парний розряд                    | Раян Гаррісон Майкл Вінус 7–5, 6–2                 | Давід Марреро Томмі Робредо       | Давид Феррер Кевін Андерсон      | Ніколас Альмагро Раян Гаррісон Таро Даніель Рішар Гаске           |
| 1 травня           | Bavarian Championships Мюнхен, Німеччина Світовий Тур ATP 250 €540,310 – ґрунт – 28S/16Q/16D Одиночний розряд – Парний розряд                            | Олександр Звєрєв 6–4, 6–3                          | Гвідо Пелья                       | Хьон Чун Роберто Баутіста Аґут   | Мартін Кліжан Орасіо Себальйос Ян-Леннард Штруфф Yannick Hanfmann |
| 1 травня           | Bavarian Championships Мюнхен, Німеччина Світовий Тур ATP 250 €540,310 – ґрунт – 28S/16Q/16D Одиночний розряд – Парний розряд                            | Хуан Себастьян Кабаль Роберт Фара 6–3, 6–3         | Жеремі Шарді Фабріс Мартен        | Хьон Чун Роберто Баутіста Аґут   | Мартін Кліжан Орасіо Себальйос Ян-Леннард Штруфф Yannick Hanfmann |
| 1 травня           | Відкритий чемпіонат Стамбула Стамбул, Turkey Світовий Тур ATP 250 €497,255 – ґрунт – 28S/16Q/16D Одиночний розряд – Парний розряд                        | Марин Чилич 7–6(7–3), 6–3                          | Мілош Раоніч                      | Віктор Троїцький Дієго Шварцман  | Бернард Томіч Ласло Дьєр Душан Лайович Стів Дарсіс                |
| 1 травня           | Відкритий чемпіонат Стамбула Стамбул, Turkey Світовий Тур ATP 250 €497,255 – ґрунт – 28S/16Q/16D Одиночний розряд – Парний розряд                        | Роман Єбави Їржі Веселий 6–0, 6–0                  | Tuna Altuna Алессандро Мотті      | Віктор Троїцький Дієго Шварцман  | Бернард Томіч Ласло Дьєр Душан Лайович Стів Дарсіс                |
| 8 травня           | Відкритий чемпіонат Мадрида Мадрид, Іспанія Світовий Тур ATP Мастерс 1000 €6,408,230 – ґрунт – 56S/28Q/24D Одиночний розряд – Парний розряд              | Рафаель Надаль 7–6(10–8), 6–4                      | Домінік Тім                       | Пабло Куевас Новак Джокович      | Борна Чорич Олександр Звєрєв Давід Ґоффен Кей Нісікорі            |
| 8 травня           | Відкритий чемпіонат Мадрида Мадрид, Іспанія Світовий Тур ATP Мастерс 1000 €6,408,230 – ґрунт – 56S/28Q/24D Одиночний розряд – Парний розряд              | Лукаш Кубот Марсело Мело 7–5, 6–3                  | Ніколя Маю Едуар Роже-Васслен     | Пабло Куевас Новак Джокович      | Борна Чорич Олександр Звєрєв Давід Ґоффен Кей Нісікорі            |
| 15 травня          | Відкритий чемпіонат Італії Рим, Італія Світовий Тур ATP Мастерс 1000 €4,835,975 – ґрунт – 56S/28Q/24D Одиночний розряд – Парний розряд                   | Олександр Звєрєв 6–4, 6–3                          | Новак Джокович                    | Джон Ізнер Домінік Тім           | Мілош Раоніч Марин Чилич Рафаель Надаль Хуан Мартін дель Потро    |
| 15 травня          | Відкритий чемпіонат Італії Рим, Італія Світовий Тур ATP Мастерс 1000 €4,835,975 – ґрунт – 56S/28Q/24D Одиночний розряд – Парний розряд                   | П'єр-Юг Ербер Ніколя Маю 4–6, 6–4, [10–3]          | Іван Додіг Марсель Гранольєрс     | Джон Ізнер Домінік Тім           | Мілош Раоніч Марин Чилич Рафаель Надаль Хуан Мартін дель Потро    |
| 22 травня          | Відкритий чемпіонат Женеви Женева, Швейцарія Світовий Тур ATP 250 €540,310 – ґрунт – 28S/16Q/16D Одиночний розряд – Парний розряд                        | Стен Вавринка 4–6, 6–3, 6–3                        | Міша Зверєв                       | Андрій Кузнєцов Кей Нісікорі     | Сем Кверрі Седрік-Марсель Штебе Стів Джонсон Кевін Андерсон       |
| 22 травня          | Відкритий чемпіонат Женеви Женева, Швейцарія Світовий Тур ATP 250 €540,310 – ґрунт – 28S/16Q/16D Одиночний розряд – Парний розряд                        | Жан-Жульєн Роєр Горія Текеу 2–6, 7–6(11–9), [10–6] | Хуан Себастьян Кабаль Роберт Фара | Андрій Кузнєцов Кей Нісікорі     | Сем Кверрі Седрік-Марсель Штебе Стів Джонсон Кевін Андерсон       |
| 22 травня          | Lyon Open Lyon, Франція Світовий Тур ATP 250 €540,310 – ґрунт – 28S/16Q/16D Одиночний розряд – Парний розряд                                             | Жо-Вілфрід Тсонга 7–6(7–2), 7–5                    | Томаш Бердих                      | Мілош Раоніч Ніколоз Басілашвілі | Гаштан Еліаш Жиль Сімон Nicolás Kicker Карен Хачанов              |
| 22 травня          | Lyon Open Lyon, Франція Світовий Тур ATP 250 €540,310 – ґрунт – 28S/16Q/16D Одиночний розряд – Парний розряд                                             | Андрес Мольтені Аділ Шамасдін 6–3, 3–6, [10–5]     | Маркус Даніелл Марсело Демолінер  | Мілош Раоніч Ніколоз Басілашвілі | Гаштан Еліаш Жиль Сімон Nicolás Kicker Карен Хачанов              |
| 29 травня 5 червня | Відкритий чемпіонат Франції Paris, Франція Великий шолом €16,790,000 – ґрунт 128S/128Q/64D/32X Одиночний розряд – Парний розряд – Змішаний парний розряд | Рафаель Надаль 6–2, 6–3, 6–1                       | Стен Вавринка                     | Енді Маррей Домінік Тім          | Кей Нісікорі Марин Чилич Пабло Карреньо Буста Новак Джокович      |
| 29 травня 5 червня | Відкритий чемпіонат Франції Paris, Франція Великий шолом €16,790,000 – ґрунт 128S/128Q/64D/32X Одиночний розряд – Парний розряд – Змішаний парний розряд | Раян Гаррісон Майкл Вінус 7–6(7–5), 6–7(4–7), 6–3  | Сантьяго Гонсалес Дональд Янг     | Енді Маррей Домінік Тім          | Кей Нісікорі Марин Чилич Пабло Карреньо Буста Новак Джокович      |
| 29 травня 5 червня | Відкритий чемпіонат Франції Paris, Франція Великий шолом €16,790,000 – ґрунт 128S/128Q/64D/32X Одиночний розряд – Парний розряд – Змішаний парний розряд | Габріела Дабровскі Роган Бопанна 2–6, 6–2, [12–10] | Анна-Лена Гренефельд Роберт Фара  | Енді Маррей Домінік Тім          | Кей Нісікорі Марин Чилич Пабло Карреньо Буста Новак Джокович      |

### Червень
| Тиждень   | Турнір | Чемпіони                                            | Фіналісти                         | Півфіналісти                  | Чвертьфіналісти                                                      |
| --------- | --- | --------------------------------------------------- | --------------------------------- | ----------------------------- | -------------------------------------------------------------------- |
| 12 червня | Відкритий чемпіонат Штутгарта Штутгарт, Німеччина Світовий Тур ATP 250 €701,975 – Трава – 28S/16Q/16D Одиночний розряд – Парний розряд             | Люка Пуй 4–6, 7–6(7–5), 6–4                         | Фелісіано Лопес                   | Міша Зверєв Бенуа Пер         | Томмі Гаас Томаш Бердих Філіпп Кольшрайбер Єжи Янович                |
| 12 червня | Відкритий чемпіонат Штутгарта Штутгарт, Німеччина Світовий Тур ATP 250 €701,975 – Трава – 28S/16Q/16D Одиночний розряд – Парний розряд             | Джеймі Маррей Бруно Соарес 6–7(4–7), 7–5, [10–5]    | Олівер Марах Мате Павич           | Міша Зверєв Бенуа Пер         | Томмі Гаас Томаш Бердих Філіпп Кольшрайбер Єжи Янович                |
| 12 червня | Rosmalen Grass Court Championships 'с-Гертогенбос, Нідерланди Світовий Тур ATP 250 €660,375 – Трава – 28S/16Q/16D Одиночний розряд – Парний розряд | Жіль Мюллер 7–6(7–5), 7–6(7–4)                      | Іво Карлович                      | Марин Чилич Олександр Звєрєв  | Вашек Поспішил Медведєв Данило Сергійович Аляж Бедене Жульєн Беннето |
| 12 червня | Rosmalen Grass Court Championships 'с-Гертогенбос, Нідерланди Світовий Тур ATP 250 €660,375 – Трава – 28S/16Q/16D Одиночний розряд – Парний розряд | Лукаш Кубот Марсело Мело 6–3, 6–4                   | Равен Класен Ражів Рам            | Марин Чилич Олександр Звєрєв  | Вашек Поспішил Медведєв Данило Сергійович Аляж Бедене Жульєн Беннето |
| 19 червня | Відкритий чемпіонат Галле Галле, Німеччина Світовий Тур ATP 500 €1,966,095 – Трава – 32S/16Q/16D/4Q Одиночний розряд – Парний розряд               | Роджер Федерер 6–1, 6–3                             | Олександр Звєрєв                  | Карен Хачанов Рішар Гаске     | Флоріан Маєр Андрій Рубльов Роберто Баутіста Аґут Робін Гаасе        |
| 19 червня | Відкритий чемпіонат Галле Галле, Німеччина Світовий Тур ATP 500 €1,966,095 – Трава – 32S/16Q/16D/4Q Одиночний розряд – Парний розряд               | Лукаш Кубот Марсело Мело 5–7, 6–3, [10–8]           | Олександр Звєрєв Міша Зверєв      | Карен Хачанов Рішар Гаске     | Флоріан Маєр Андрій Рубльов Роберто Баутіста Аґут Робін Гаасе        |
| 19 червня | Queen's Club Championships Лондон, Велика Британія Світовий Тур ATP 500 €1,966,095 – Трава – 32S/16Q/16D/4Q Одиночний розряд – Парний розряд       | Фелісіано Лопес 4–6, 7–6(7–2), 7–6(10–8)            | Марин Чилич                       | Жіль Мюллер Григор Димитров   | Сем Кверрі Дональд Янг Медведєв Данило Сергійович Томаш Бердих       |
| 19 червня | Queen's Club Championships Лондон, Велика Британія Світовий Тур ATP 500 €1,966,095 – Трава – 32S/16Q/16D/4Q Одиночний розряд – Парний розряд       | Джеймі Маррей Бруно Соарес 6–2, 6–3                 | Жульєн Беннето Едуар Роже-Васслен | Жіль Мюллер Григор Димитров   | Сем Кверрі Дональд Янг Медведєв Данило Сергійович Томаш Бердих       |
| 26 червня | Eastbourne International Істборн, Велика Британія Світовий Тур ATP 250 €693,910 – Трава – 28S/16Q/16D Одиночний розряд – Парний розряд             | Новак Джокович 6–3, 6–4                             | Гаель Монфіс                      | Данило Медведєв Рішар Гаске   | Дональд Янг Стів Джонсон Джон Ізнер Бернард Томіч                    |
| 26 червня | Eastbourne International Істборн, Велика Британія Світовий Тур ATP 250 €693,910 – Трава – 28S/16Q/16D Одиночний розряд – Парний розряд             | Боб Браян Майк Браян 6–7(4–7), 6–4, [10–3]          | Роган Бопанна Андре Са            | Данило Медведєв Рішар Гаске   | Дональд Янг Стів Джонсон Джон Ізнер Бернард Томіч                    |
| 26 червня | Antalya Open Анталья, Туреччина Світовий Тур ATP 250 $497,255 – Трава – 28S/16Q/16D Одиночний розряд – Парний розряд                               | Юіті Суґіта 6–1, 7–6(7–4)                           | Адріан Маннаріно                  | Маркос Багдатіс Андреас Сеппі | Рамкумар Раманатхан Даніель Альтмаєр Фернандо Вердаско Раду Албот    |
| 26 червня | Antalya Open Анталья, Туреччина Світовий Тур ATP 250 $497,255 – Трава – 28S/16Q/16D Одиночний розряд – Парний розряд                               | Роберт Ліндстедт Айсам-уль-Хак Куреші 7–5, 4–1 ret. | Олівер Марах Мате Павич           | Маркос Багдатіс Андреас Сеппі | Рамкумар Раманатхан Даніель Альтмаєр Фернандо Вердаско Раду Албот    |

### Липень
| Тиждень          | Турнір | Чемпіони                                                | Фіналісти                                    | Півфіналісти                          | Чвертьфіналісти                                                      |
| ---------------- | --- | ------------------------------------------------------- | -------------------------------------------- | ------------------------------------- | -------------------------------------------------------------------- |
| 3 липня 10 липня | Вімблдон Лондон, Велика Британія Великий шолом £14,840,000 – Трава 128S/128Q/64D/16Q/48X Одиночний розряд – Парний розряд – змішаний парний розряд | Роджер Федерер 6–3, 6–1, 6–4                            | Марин Чилич                                  | Сем Кверрі Томаш Бердих               | Енді Маррей Жіль Мюллер Мілош Раоніч Новак Джокович                  |
| 3 липня 10 липня | Вімблдон Лондон, Велика Британія Великий шолом £14,840,000 – Трава 128S/128Q/64D/16Q/48X Одиночний розряд – Парний розряд – змішаний парний розряд | Лукаш Кубот Марсело Мело 5–7, 7–5, 7–6(7–2), 3–6, 13–11 | Олівер Марах Мате Павич                      | Сем Кверрі Томаш Бердих               | Енді Маррей Жіль Мюллер Мілош Раоніч Новак Джокович                  |
| 3 липня 10 липня | Вімблдон Лондон, Велика Британія Великий шолом £14,840,000 – Трава 128S/128Q/64D/16Q/48X Одиночний розряд – Парний розряд – змішаний парний розряд | Мартіна Хінгіс Джеймі Маррей 6–4, 6–4                   | Гезер Вотсон Генрі Контінен                  | Сем Кверрі Томаш Бердих               | Енді Маррей Жіль Мюллер Мілош Раоніч Новак Джокович                  |
| 17 липня         | Hall of Fame Tennis Championships Ньюпорт, США Світовий Тур ATP 250 $600,345 – Трава – 28S/16Q/16D Одиночний розряд – Парний розряд                | Джон Ізнер 6–3, 7–6(7–4)                                | Меттью Ебден                                 | Бйорн Фратанджело Петер Гойовчик      | Денис Новіков П'єр-Юг Ербер Тобіас Камке Іво Карлович                |
| 17 липня         | Hall of Fame Tennis Championships Ньюпорт, США Світовий Тур ATP 250 $600,345 – Трава – 28S/16Q/16D Одиночний розряд – Парний розряд                | Айсам-уль-Хак Куреші Ражів Рам 6–4, 4–6, [10–7]         | Метт Рейд Джон-Патрік Сміт                   | Бйорн Фратанджело Петер Гойовчик      | Денис Новіков П'єр-Юг Ербер Тобіас Камке Іво Карлович                |
| 17 липня         | Відкритий чемпіонат Швеції Бостад, Швеція Світовий Тур ATP 250 €540,310 – ґрунт – 28S/16Q/16D Одиночний розряд – Парний розряд                     | Давид Феррер 6–4, 6–4                                   | Олександр Долгополов                         | Андрій Кузнєцов Фернандо Вердаско     | Дієго Шварцман Карен Хачанов Генрі Лааксонен Альберт Рамос Віньйолас |
| 17 липня         | Відкритий чемпіонат Швеції Бостад, Швеція Світовий Тур ATP 250 €540,310 – ґрунт – 28S/16Q/16D Одиночний розряд – Парний розряд                     | Юліан Ноул Філіпп Пецшнер 6–2, 3–6, [10–7]              | Сандер Арендс Матве Мідделкоп                | Андрій Кузнєцов Фернандо Вердаско     | Дієго Шварцман Карен Хачанов Генрі Лааксонен Альберт Рамос Віньйолас |
| 17 липня         | Відкритий чемпіонат Хорватії Умаг, Хорватія Світовий Тур ATP 250 €540,310 – ґрунт – 28S/16Q/16D Одиночний розряд – Парний розряд                   | Андрій Рубльов 6–4, 6–2                                 | Паоло Лоренці                                | Іван Додіг Алессандро Джаннессі       | Давід Ґоффен Фабіо Фоніні Їржі Веселий Рожеріу Дутра Сілва           |
| 17 липня         | Відкритий чемпіонат Хорватії Умаг, Хорватія Світовий Тур ATP 250 €540,310 – ґрунт – 28S/16Q/16D Одиночний розряд – Парний розряд                   | Гільєрмо Дюран Андрес Мольтені 6–3, 6–7(4–7), [10–6]    | Марін Драганя Томісла Драганя                | Іван Додіг Алессандро Джаннессі       | Давід Ґоффен Фабіо Фоніні Їржі Веселий Рожеріу Дутра Сілва           |
| 24 липня         | Відкритий чемпіонат Німеччини Гамбург, Німеччина Світовий Тур ATP 500 €1,629,375 – ґрунт – 32S/16Q/16D/4Q Одиночний розряд – Парний розряд         | Леонардо Маєр 6–4, 4–6, 6–3                             | Флоріан Маєр                                 | Федеріко Дельбоніс Філіпп Кольшрайбер | Їржі Веселий Карен Хачанов Ніколас Кікер Дієго Шварцман              |
| 24 липня         | Відкритий чемпіонат Німеччини Гамбург, Німеччина Світовий Тур ATP 500 €1,629,375 – ґрунт – 32S/16Q/16D/4Q Одиночний розряд – Парний розряд         | Іван Додіг Мате Павич 6–3, 6–4                          | Пабло Куевас Марк Лопес                      | Федеріко Дельбоніс Філіпп Кольшрайбер | Їржі Веселий Карен Хачанов Ніколас Кікер Дієго Шварцман              |
| 24 липня         | Відкритий чемпіонат Атланти Атланта, США Світовий Тур ATP 250 $720,410 – Хард – 28S/16Q/16D Одиночний розряд – Парний розряд                       | Джон Ізнер 7–6(8–6), 7–6(9–7)                           | Раян Гаррісон                                | Кайл Едмунд Жіль Мюллер               | Джек Сок Крістофер Юбенкс Томмі Пол Лукаш Лацко                      |
| 24 липня         | Відкритий чемпіонат Атланти Атланта, США Світовий Тур ATP 250 $720,410 – Хард – 28S/16Q/16D Одиночний розряд – Парний розряд                       | Боб Браян Майк Браян 6–3, 6–4                           | Веслі Колгоф Артем Сітак                     | Кайл Едмунд Жіль Мюллер               | Джек Сок Крістофер Юбенкс Томмі Пол Лукаш Лацко                      |
| 24 липня         | Відкритий чемпіонат Швейцарії Гштаад, Швейцарія Світовий Тур ATP 250 €540,310 – ґрунт – 28S/16Q/16D Одиночний розряд – Парний розряд               | Фабіо Фоніні 6–4, 7–5                                   | Яннік Ганфманн                               | Робін Гаасе Роберто Баутіста Аґут     | Давід Ґоффен Жуан Соуза Ернестс Гульбіс Денис Істомін                |
| 24 липня         | Відкритий чемпіонат Швейцарії Гштаад, Швейцарія Світовий Тур ATP 250 €540,310 – ґрунт – 28S/16Q/16D Одиночний розряд – Парний розряд               | Олівер Марах Філіпп Освальд 6–3, 4–6, [10–8]            | Жонатан Ейссерік Франко Шкугор               | Робін Гаасе Роберто Баутіста Аґут     | Давід Ґоффен Жуан Соуза Ернестс Гульбіс Денис Істомін                |
| 31 липня         | Відкритий чемпіонат Вашингтона Вашингтон, США Світовий Тур ATP 500 $2,002,460 – Хард – 48S/24Q/16D/4Q Одиночний розряд – Парний розряд             | Олександр Звєрєв 6–4, 6–4                               | Кевін Андерсон                               | Джек Сок Кей Нісікорі                 | Юкі Бгамбрі Мілош Раоніч Медведєв Данило Сергійович Tommy Paul       |
| 31 липня         | Відкритий чемпіонат Вашингтона Вашингтон, США Світовий Тур ATP 500 $2,002,460 – Хард – 48S/24Q/16D/4Q Одиночний розряд – Парний розряд             | Генрі Контінен Джон Пірс 7–6(7–5), 6–4                  | Лукаш Кубот Марсело Мело                     | Джек Сок Кей Нісікорі                 | Юкі Бгамбрі Мілош Раоніч Медведєв Данило Сергійович Tommy Paul       |
| 31 липня         | Los Cabos Open Кабо-Сан-Лукас, Мексика Світовий Тур ATP 250 $727,995 – Хард – 28S/16Q/16D Одиночний розряд – Парний розряд                         | Сем Кверрі 6–3, 3–6, 6–2                                | Танасі Коккінакіс                            | Томаш Бердих Дамір Джумгур            | Адріан Маннаріно Тейлор Фріц Фелісіано Лопес Венсан Мійо             |
| 31 липня         | Los Cabos Open Кабо-Сан-Лукас, Мексика Світовий Тур ATP 250 $727,995 – Хард – 28S/16Q/16D Одиночний розряд – Парний розряд                         | Хуан Себастьян Кабаль Трет Х'юї 6–2, 6–3                | Серхіо Гальдос Роберто Майтін                | Томаш Бердих Дамір Джумгур            | Адріан Маннаріно Тейлор Фріц Фелісіано Лопес Венсан Мійо             |
| 31 липня         | Austrian Open Kitzbühel Кіцбюель, Австрія Світовий Тур ATP 250 €540,310 – ґрунт – 28S/16Q/16D Одиночний розряд – Парний розряд                     | Філіпп Кольшрайбер 6–3, 6–4                             | Жуан Соуза                                   | Себастьян Офнер Фабіо Фоніні          | Ренцо Оліво Геральд Мельцер Душан Лайович Томас Беллуччі             |
| 31 липня         | Austrian Open Kitzbühel Кіцбюель, Австрія Світовий Тур ATP 250 €540,310 – ґрунт – 28S/16Q/16D Одиночний розряд – Парний розряд                     | Пабло Куевас Гільєрмо Дюран 6–4, 4–6, [12–10]           | Ганс Подліпнік-Кастільйо Андрій Василевський | Себастьян Офнер Фабіо Фоніні          | Ренцо Оліво Геральд Мельцер Душан Лайович Томас Беллуччі             |

### Серпень
| Тиждень             | Турнір | Чемпіони                                      | Фіналісти                       | Півфіналісти                                | Чвертьфіналісти                                                      |
| ------------------- | --- | --------------------------------------------- | ------------------------------- | ------------------------------------------- | -------------------------------------------------------------------- |
| 7 серпня            | Відкритий чемпіонат Канади Монреаль, Канада Світовий Тур ATP Мастерс 1000 $5,275,595 – Хард – 56S/28Q/24D Одиночний розряд – Парний розряд         | Олександр Звєрєв 6–3, 6–4                     | Роджер Федерер                  | Денис Шаповалов Робін Гаасе                 | Адріан Маннаріно Кевін Андерсон Дієго Шварцман Роберто Баутіста Аґут |
| 7 серпня            | Відкритий чемпіонат Канади Монреаль, Канада Світовий Тур ATP Мастерс 1000 $5,275,595 – Хард – 56S/28Q/24D Одиночний розряд – Парний розряд         | П'єр-Юг Ербер Ніколя Маю 6–4, 3–6, [10–6]     | Роган Бопанна Іван Додіг        | Денис Шаповалов Робін Гаасе                 | Адріан Маннаріно Кевін Андерсон Дієго Шварцман Роберто Баутіста Аґут |
| 14 серпня           | Цинциннаті Мастерс Цинциннаті, США Світовий Тур ATP Мастерс 1000 $5,627,305 – Хард – 56S/28Q/24D Одиночний розряд – Парний розряд                  | Григор Димитров 6–3, 7–5                      | Нік Киріос                      | Давид Феррер Джон Ізнер                     | Рафаель Надаль Домінік Тім Джаред Доналдсон Юіті Суґіта              |
| 14 серпня           | Цинциннаті Мастерс Цинциннаті, США Світовий Тур ATP Мастерс 1000 $5,627,305 – Хард – 56S/28Q/24D Одиночний розряд – Парний розряд                  | П'єр-Юг Ербер Ніколя Маю 7–6(8–6), 6–4        | Джеймі Маррей Бруно Соарес      | Давид Феррер Джон Ізнер                     | Рафаель Надаль Домінік Тім Джаред Доналдсон Юіті Суґіта              |
| 21 серпня           | Відкритий чемпіонат Вінстон-Сейлема Вінстон-Сейлем, США Світовий Тур ATP 250 $748,960 – Хард – 48S/16Q/16D Одиночний розряд – Парний розряд        | Роберто Баутіста Аґут 6–4, 6–4                | Дамір Джумгур                   | Ян-Леннард Штруфф Кайл Едмунд               | Тейлор Фріц Борна Чорич Стів Джонсон Хьон Чун                        |
| 21 серпня           | Відкритий чемпіонат Вінстон-Сейлема Вінстон-Сейлем, США Світовий Тур ATP 250 $748,960 – Хард – 48S/16Q/16D Одиночний розряд – Парний розряд        | Жан-Жульєн Роєр Горія Текеу 6–3, 6–4          | Хуліо Перальта Орасіо Себальйос | Ян-Леннард Штруфф Кайл Едмунд               | Тейлор Фріц Борна Чорич Стів Джонсон Хьон Чун                        |
| 28 серпня 4 вересня | Відкритий чемпіонат США Нью-Йорк, США Великий шолом $24,193,400 – Хард 128S/128Q/64D/32X Одиночний розряд – Парний розряд – Змішаний парний розряд | Рафаель Надаль 6–3, 6–3, 6–4                  | Кевін Андерсон                  | Хуан Мартін дель Потро Пабло Карреньо Буста | Андрій Рубльов Роджер Федерер Сем Кверрі Дієго Шварцман              |
| 28 серпня 4 вересня | Відкритий чемпіонат США Нью-Йорк, США Великий шолом $24,193,400 – Хард 128S/128Q/64D/32X Одиночний розряд – Парний розряд – Змішаний парний розряд | Жан-Жульєн Роєр Горія Текеу 6–4, 6–3          | Фелісіано Лопес Марк Лопес      | Хуан Мартін дель Потро Пабло Карреньо Буста | Андрій Рубльов Роджер Федерер Сем Кверрі Дієго Шварцман              |
| 28 серпня 4 вересня | Відкритий чемпіонат США Нью-Йорк, США Великий шолом $24,193,400 – Хард 128S/128Q/64D/32X Одиночний розряд – Парний розряд – Змішаний парний розряд | Мартіна Хінгіс Джеймі Маррей 6–1, 4–6, [10–8] | Чжань Хаоцін Майкл Венус        | Хуан Мартін дель Потро Пабло Карреньо Буста | Андрій Рубльов Роджер Федерер Сем Кверрі Дієго Шварцман              |

### Вересень
| Тиждень    | Турнір | Чемпіони                                          | Фіналісти                                | Півфіналісти                            | Чвертьфіналісти                                                 |
| ---------- | --- | ------------------------------------------------- | ---------------------------------------- | --------------------------------------- | --------------------------------------------------------------- |
| 11 вересня | Півфінали кубка Девіса Брюссельський столичний регіон, Бельгія – Ґрунт (i) Лілль, Франція – Ґрунт                                    | Перемогли в півфіналах Бельгія 3–2 · Франція 3–1  | Програли в півфіналах Австралія · Сербія |                                         |                                                                 |
| 18 вересня | Laver Cup Прага, Чехія Тверде (i) *Not originally part of the 2017 ATP World Tour                                                    | Team Europe 15–9                                  | Team World                               |                                         |                                                                 |
| 18 вересня | St. Petersburg Open Санкт-Петербург, Росія ATP World Tour 250 $1,064,715 – Тверде (i) – 28S/16Q/16D Одиночний розряд – Парний розряд | Дамір Джумхур 3–6, 6–4, 6–2                       | Фабіо Фоніні                             | Роберто Баутіста Аґут Ян-Леннард Штруфф | Віктор Троїцький Річардас Беранкіс Лієм Броді Жо-Вілфрід Тсонга |
| 18 вересня | St. Petersburg Open Санкт-Петербург, Росія ATP World Tour 250 $1,064,715 – Тверде (i) – 28S/16Q/16D Одиночний розряд – Парний розряд | Роман Єбави Матве Мідделкоп 6–4, 6–4              | Хуліо Перальта Орасіо Себальйос          | Роберто Баутіста Аґут Ян-Леннард Штруфф | Віктор Троїцький Річардас Беранкіс Лієм Броді Жо-Вілфрід Тсонга |
| 18 вересня | Moselle Open Мец, Франція ATP World Tour 250 €540,310 – Тверде (i) – 28S/16Q/16D Одиночний розряд – Парний розряд                    | Петер Гойовчик 7–5, 6–2                           | Бенуа Пер                                | Міша Зверєв Ніколоз Басілашвілі         | Кенні де Схеппер Маріус Копіл Денис Істомін Давід Ґоффен        |
| 18 вересня | Moselle Open Мец, Франція ATP World Tour 250 €540,310 – Тверде (i) – 28S/16Q/16D Одиночний розряд – Парний розряд                    | Жульєн Беннето Едуар Роже-Васслен 7–5, 6–3        | Веслі Колгоф Артем Сітак                 | Міша Зверєв Ніколоз Басілашвілі         | Кенні де Схеппер Маріус Копіл Денис Істомін Давід Ґоффен        |
| 25 вересня | Chengdu Open Ченду, КНР ATP World Tour 250 $1,138,910 – Тверде – 28S/16Q/16D Одиночний розряд – Парний розряд                        | Денис Істомін 3–2 ret.                            | Маркос Багдатіс                          | Гідо Пелья Суґіта Юіті                  | Тейлор Фріц Лу Єн-Сун Джаред Доналдсон Душан Лайович            |
| 25 вересня | Chengdu Open Ченду, КНР ATP World Tour 250 $1,138,910 – Тверде – 28S/16Q/16D Одиночний розряд – Парний розряд                        | Джонатан Ерліх Айсам-уль-Хак Куреші 6–3, 7–6(7–3) | Маркус Даніелл Марсело Демолінер         | Гідо Пелья Суґіта Юіті                  | Тейлор Фріц Лу Єн-Сун Джаред Доналдсон Душан Лайович            |
| 25 вересня | Shenzhen Open Шеньчжень, КНР ATP World Tour 250 $731,680 – Тверде – 28S/16Q/16D Одиночний розряд – Парний розряд                     | Давід Ґоффен 6–4, 6–7(5–7), 6–3                   | Олександр Долгополов                     | Дамір Джумхур Генрі Лааксонен           | Александр Зверєв Дуді Села Чжан Чжичжень Доналд Янг             |
| 25 вересня | Shenzhen Open Шеньчжень, КНР ATP World Tour 250 $731,680 – Тверде – 28S/16Q/16D Одиночний розряд – Парний розряд                     | Александер Пея Ражів Рам 6–3, 6–2                 | Нікола Мектич Ніколас Монро              | Дамір Джумхур Генрі Лааксонен           | Александр Зверєв Дуді Села Чжан Чжичжень Доналд Янг             |

### Жовтень
| Тиждень   | Турнір | Чемпіони                                              | Фіналісти                            | Півфіналісти                       | Чвертьфіналісти                                                     |
| --------- | --- | ----------------------------------------------------- | ------------------------------------ | ---------------------------------- | ------------------------------------------------------------------- |
| 2 жовтня  | China Open (теніс) Beijing, КНР ATP World Tour 500 $4,280,460 – Тверде – 32S/16Q/16D/4Q Одиночний розряд – Парний розряд        | Рафаель Надаль 6–2, 6–1                               | Нік Киріос                           | Григор Димитров Александр Зверєв   | Джон Ізнер Роберто Баутіста Аґут Стів Дарсіс Андрій Рубльов         |
| 2 жовтня  | China Open (теніс) Beijing, КНР ATP World Tour 500 $4,280,460 – Тверде – 32S/16Q/16D/4Q Одиночний розряд – Парний розряд        | Генрі Контінен Джон Пірс (тенісист) 6–3, 3–6, [10–7]  | Джон Ізнер Джек Сок                  | Григор Димитров Александр Зверєв   | Джон Ізнер Роберто Баутіста Аґут Стів Дарсіс Андрій Рубльов         |
| 2 жовтня  | Japan Open Tokyo, Японія ATP World Tour 500 $1,706,175 – Тверде – 32S/16Q/16D/4Q Одиночний розряд – Парний розряд               | Давід Ґоффен 6–3, 7–5                                 | Адріан Маннаріно                     | Марин Чилич Дієго Шварцман         | Раян Гаррісон Суґіта Юіті Рішар Гаске Стів Джонсон                  |
| 2 жовтня  | Japan Open Tokyo, Японія ATP World Tour 500 $1,706,175 – Тверде – 32S/16Q/16D/4Q Одиночний розряд – Парний розряд               | Бен Маклахлан Ясутака Утіяма 6–4, 7–6(7–1)            | Джеймі Маррей Бруно Соарес           | Марин Чилич Дієго Шварцман         | Раян Гаррісон Суґіта Юіті Рішар Гаске Стів Джонсон                  |
| 9 жовтня  | Shanghai Masters Shanghai, КНР ATP World Tour Masters 1000 $8,092,625 – Тверде – 56S/28Q/24D Одиночний розряд – Парний розряд   | Роджер Федерер 6–4, 6–3                               | Рафаель Надаль                       | Марин Чилич Хуан Мартін дель Потро | Григор Димитров Альберт Рамос Віньолас Віктор Троїцький Рішар Гаске |
| 9 жовтня  | Shanghai Masters Shanghai, КНР ATP World Tour Masters 1000 $8,092,625 – Тверде – 56S/28Q/24D Одиночний розряд – Парний розряд   | Генрі Контінен Джон Пірс (тенісист) 6–4, 6–2          | Лукаш Кубот Марсело Мело             | Марин Чилич Хуан Мартін дель Потро | Григор Димитров Альберт Рамос Віньолас Віктор Троїцький Рішар Гаске |
| 16 жовтня | Кубок Кремля Moscow, Росія ATP World Tour 250 $823,600 – Тверде (i) – 28S/16Q/16D Одиночний розряд – Парний розряд              | Дамір Джумхур 6–2, 1–6, 6–4                           | Річардас Беранкіс                    | Мірза Башич Адріан Маннаріно       | Данило Медведєв Андреас Сеппі Дуді Села Олександр Бублик            |
| 16 жовтня | Кубок Кремля Moscow, Росія ATP World Tour 250 $823,600 – Тверде (i) – 28S/16Q/16D Одиночний розряд – Парний розряд              | Максим Мирний Філіпп Освальд 6–3, 7–5                 | Дамір Джумхур Антоніо Шанчич         | Мірза Башич Адріан Маннаріно       | Данило Медведєв Андреас Сеппі Дуді Села Олександр Бублик            |
| 16 жовтня | European Open Антверпен, Бельгія ATP World Tour 250 €660,375 – Тверде (i) – 28S/16Q/16D Одиночний розряд – Парний розряд        | Жо-Вілфрід Тсонга 6–3, 7–5                            | Дієго Шварцман                       | Стефанос Ціціпас Рубен Бемельманс  | Давід Ґоффен Давид Феррер Жуан Соуза Жульєн Беннето                 |
| 16 жовтня | European Open Антверпен, Бельгія ATP World Tour 250 €660,375 – Тверде (i) – 28S/16Q/16D Одиночний розряд – Парний розряд        | Скотт Ліпскі Дівідж Шаран 6–4, 2–6, [10–5]            | Сантьяго Гонсалес Хуліо Перальта     | Стефанос Ціціпас Рубен Бемельманс  | Давід Ґоффен Давид Феррер Жуан Соуза Жульєн Беннето                 |
| 16 жовтня | Stockholm Open Stockholm, Швеція ATP World Tour 250 €660,375 – Тверде (i) – 28S/16Q/16D Одиночний розряд – Парний розряд        | Хуан Мартін дель Потро 6–4, 6–2                       | Григор Димитров                      | Фабіо Фоніні Фернандо Вердаско     | Міша Зверєв Джек Сок Суґіта Юіті Кевін Андерсон                     |
| 16 жовтня | Stockholm Open Stockholm, Швеція ATP World Tour 250 €660,375 – Тверде (i) – 28S/16Q/16D Одиночний розряд – Парний розряд        | Олівер Марах Мате Павич 3–6, 7–6(8–6), [10–4]         | Айсам-уль-Хак Куреші Жан-Жульєн Роєр | Фабіо Фоніні Фернандо Вердаско     | Міша Зверєв Джек Сок Суґіта Юіті Кевін Андерсон                     |
| 23 жовтня | Vienna Open Відень, Австрія ATP World Tour 500 €2,621,850 – Тверде (i) – 32S/16Q/16D/4Q Одиночний розряд – Парний розряд        | Люка Пуй 6–1, 6–4                                     | Жо-Вілфрід Тсонга                    | Філіпп Кольшрайбер Кайл Едмунд     | Александр Зверєв Дієго Шварцман Ян-Леннард Штруфф Рішар Гаске       |
| 23 жовтня | Vienna Open Відень, Австрія ATP World Tour 500 €2,621,850 – Тверде (i) – 32S/16Q/16D/4Q Одиночний розряд – Парний розряд        | Роган Бопанна Пабло Куевас 7–6(9–7), 6–7(4–7), [11–9] | Марсело Демолінер Сем Кверрі         | Філіпп Кольшрайбер Кайл Едмунд     | Александр Зверєв Дієго Шварцман Ян-Леннард Штруфф Рішар Гаске       |
| 23 жовтня | Swiss Indoors Базель, Швейцарія ATP World Tour 500 €2,291,860 – Тверде (i) – 32S/16Q/16D/4Q Одиночний розряд – Парний розряд    | Роджер Федерер 6–7(5–7), 6–4, 6–3                     | Хуан Мартін дель Потро               | Давід Ґоффен Марин Чилич           | Адріан Маннаріно Джек Сок Роберто Баутіста Аґут Мартон Фучович      |
| 23 жовтня | Swiss Indoors Базель, Швейцарія ATP World Tour 500 €2,291,860 – Тверде (i) – 32S/16Q/16D/4Q Одиночний розряд – Парний розряд    | Іван Додіг Марсель Гранольєрс 7–5, 7–6(8–6)           | Фабріс Мартен Едуар Роже-Васслен     | Давід Ґоффен Марин Чилич           | Адріан Маннаріно Джек Сок Роберто Баутіста Аґут Мартон Фучович      |
| 30 жовтня | Paris Masters Paris, Франція ATP World Tour Masters 1000 €4,835,975 – Тверде (i) – 48S/24Q/24D Одиночний розряд – Парний розряд | Джек Сок 5–7, 6–4, 6–1                                | Філіп Країнович                      | Джон Ізнер Жульєн Беннето          | Рафаель Надаль Хуан Мартін дель Потро Марин Чилич Фернандо Вердаско |
| 30 жовтня | Paris Masters Paris, Франція ATP World Tour Masters 1000 €4,835,975 – Тверде (i) – 48S/24Q/24D Одиночний розряд – Парний розряд | Лукаш Кубот Марсело Мело 7–6(7–3), 3–6, [10–6]        | Іван Додіг Марсель Гранольєрс        | Джон Ізнер Жульєн Беннето          | Рафаель Надаль Хуан Мартін дель Потро Марин Чилич Фернандо Вердаско |

### Листопад
| Тиждень      | Турнір | Чемпіони                                     | Фіналісти                | Півфіналісти                            | Чвертьфіналісти                                                                              |
| ------------ | --- | -------------------------------------------- | ------------------------ | --------------------------------------- | -------------------------------------------------------------------------------------------- |
| 6 листопада  | Фінал Наступного Покоління ATP Мілан, Італія Next Generation ATP Фінали $1,275,000 – Тверде (i) – 8S (RR) Одиночний розряд | Чон Хьон 3–4(5–7), 4–3(7–2), 4–2, 4–2        | Андрій Рубльов           | Данило Медведєв (3rd) Борна Чорич (4th) | Раунд Robin Джанлуїджі Квінці Джаред Доналдсон Денис Шаповалов Карен Хачанов                 |
| 13 листопада | Фінал ATP London, Велика Британія ATP Фінали $8,000,000 – Тверде (i) – 8S/8D (RR) Одиночний розряд – Парний розряд         | Григор Димитров 7–5, 4–6, 6–3                | Давід Ґоффен             | Джек Сок Роджер Федерер                 | Круговий турнір Домінік Тім Пабло Карреньо Буста Рафаель Надаль Александр Зверєв Марин Чилич |
| 13 листопада | Фінал ATP London, Велика Британія ATP Фінали $8,000,000 – Тверде (i) – 8S/8D (RR) Одиночний розряд – Парний розряд         | Генрі Контінен Джон Пірс (тенісист) 6–4, 6–2 | Лукаш Кубот Марсело Мело | Джек Сок Роджер Федерер                 | Круговий турнір Домінік Тім Пабло Карреньо Буста Рафаель Надаль Александр Зверєв Марин Чилич |
| 20 листопада | Davis Cup Final Вільнев-д'Аск, Франція – Тверде (i)                                                                        | Франція · 3–2                                | Бельгія                  |                                         |                                                                                              |

## Статистична інформація
Ці таблиці показують кількість виграних турнірів кожним окремим гравцем та представниками різних країн. Враховані одиночні (S), парні (D) та змішані (X) титули на турнірах усіх рівнів: Великий шолом, Підсумковий, Мастерс, 500, 250. Гравців і країни розподілено за такими показниками:
1. Загальна кількість титулів (титул в парному розряді, виграний двома тенісистами, які представляють одну й ту саму країну, зараховано як  лише один виграш для країни);
2. Сумарна цінність усіх виграних титулів (одна перемога на турнірі Великого шолома, дорівнює двом перемогам на турнірі Мастерс 1000, одна перемога на Фіналі Світового Туру ATP дорівнює півтора перемогам на турнірі Мастерс 1000, один Мастерс 1000 дорівнює двом Мастерс 500, один Мастерс 500 дорівнює двом Мастерс 250);
3. Ієрархія розрядів: одиночний > парний > змішаний;
4. Алфавітний порядок (для гравців за прізвищем).

### Легенда
| Турніри Великого шолома       |
| Фінал Світового Туру ATP      |
| Світовий Тур ATP Мастерс 1000 |
| Світовий Тур ATP 500          |
| Світовий Тур ATP 250          |

### Титули окремих гравців
| Всього | Гравець                                     | Великий шолом | Великий шолом | Великий шолом | ATP Фінали | ATP Фінали | Masters 1000 | Masters 1000 | Tour 500 | Tour 500 | Tour 250 | Tour 250 | Всього | Всього | Всього |
| Всього | Гравець                                     | S             | D             | X             | S          | D          | S            | D            | S        | D        | S        | D        | S      | D      | X      |
| ------ | ------------------------------------------- | ------------- | ------------- | ------------- | ---------- | ---------- | ------------ | ------------ | -------- | -------- | -------- | -------- | ------ | ------ | ------ |
| 7      | Роджер Федерер (SUI)                        | ●             |               |               |            |            | ●            |              | ●        |          |          |          | 7      | 0      | 0      |
| 6      | Рафаель Надаль (ESP)                        | ●             |               |               |            |            | ●            |              | ●        |          |          |          | 6      | 0      | 0      |
| 6      | Лукаш Кубот (POL)                           |               | ●             |               |            |            |              | ●            |          | ●        |          | ●        | 0      | 6      | 0      |
| 6      | Марсело Мело (BRA)                          |               | ●             |               |            |            |              | ●            |          | ●        |          | ●        | 0      | 6      | 0      |
| 6      | Alexander Zverev Alexander Zverev Jr. (GER) |               |               |               |            |            | ●            |              | ●        |          | ●        | ●        | 5      | 1      | 0      |
| 5      | Генрі Контінен (FIN)                        |               | ●             |               |            | ●          |              | ●            |          | ●        |          |          | 0      | 5      | 0      |
| 5      | Джон Пірс (AUS)                             |               | ●             |               |            | ●          |              | ●            |          | ●        |          |          | 0      | 5      | 0      |
| 5      | Джеймі Маррей (GBR)                         |               |               | ●             |            |            |              |              |          | ●        |          | ●        | 0      | 3      | 2      |
| 5      | Пабло Куевас (URU)                          |               |               |               |            |            |              | ●            |          | ●        | ●        | ●        | 1      | 4      | 0      |
| 5      | Айсам-уль-Хак Куреші (PAK)                  |               |               |               |            |            |              |              |          | ●        |          | ●        | 0      | 5      | 0      |
| 4      | Жан-Жульєн Роєр (NED)                       |               | ●             |               |            |            |              |              |          | ●        |          | ●        | 0      | 4      | 0      |
| 4      | Горія Текеу (ROU)                           |               | ●             |               |            |            |              |              |          | ●        |          | ●        | 0      | 4      | 0      |
| 4      | Роган Бопанна (IND)                         |               |               | ●             |            |            |              | ●            |          | ●        |          | ●        | 0      | 3      | 1      |
| 4      | Хуан Себастьян Кабаль (COL)                 |               |               | ●             |            |            |              |              |          |          |          | ●        | 0      | 3      | 1      |
| 4      | Григор Димитров (BUL)                       |               |               |               | ●          |            | ●            |              |          |          | ●        |          | 4      | 0      | 0      |
| 4      | Ніколя Маю (FRA)                            |               |               |               |            |            |              | ●            |          |          |          | ●        | 0      | 4      | 0      |
| 4      | Ражів Рам (USA)                             |               |               |               |            |            |              | ●            |          |          |          | ●        | 0      | 4      | 0      |
| 4      | Жо-Вілфрід Тсонга (FRA)                     |               |               |               |            |            |              |              | ●        |          | ●        |          | 4      | 0      | 0      |
| 3      | Раян Гаррісон (USA)                         |               | ●             |               |            |            |              |              |          |          | ●        | ●        | 1      | 2      | 0      |
| 3      | Джек Сок (USA)                              |               |               |               |            |            | ●            |              |          |          | ●        |          | 3      | 0      | 0      |
| 3      | Люка Пуй (FRA)                              |               |               |               |            |            |              |              | ●        |          | ●        |          | 3      | 0      | 0      |
| 3      | П'єр-Юг Ербер (FRA)                         |               |               |               |            |            |              | ●            |          |          |          |          | 0      | 3      | 0      |
| 3      | Іван Додіг (CRO)                            |               |               |               |            |            |              |              |          | ●        |          |          | 0      | 3      | 0      |
| 3      | Бруно Соарес (BRA)                          |               |               |               |            |            |              |              |          | ●        |          | ●        | 0      | 3      | 0      |
| 3      | Мате Павич (CRO)                            |               |               |               |            |            |              |              |          | ●        |          | ●        | 0      | 3      | 0      |
| 3      | Філіпп Освальд (AUT)                        |               |               |               |            |            |              |              |          |          |          | ●        | 0      | 3      | 0      |
| 2      | Майкл Вінус (NZL)                           |               | ●             |               |            |            |              |              |          |          |          | ●        | 0      | 2      | 0      |
| 2      | Равен Класен (RSA)                          |               |               |               |            |            |              | ●            |          |          |          | ●        | 0      | 2      | 0      |
| 2      | Марсель Гранольєрс (ESP)                    |               |               |               |            |            |              |              |          | ●        |          |          | 0      | 2      | 0      |
| 2      | Сем Кверрі (USA)                            |               |               |               |            |            |              |              | ●        |          | ●        |          | 2      | 0      | 0      |
| 2      | Пабло Карреньо Буста (ESP)                  |               |               |               |            |            |              |              |          | ●        | ●        |          | 1      | 1      | 0      |
| 2      | Давід Ґоффен (BEL)                          |               |               |               |            |            |              |              | ●        |          | ●        |          | 2      | 0      | 0      |
| 2      | Роберто Баутіста Аґут (ESP)                 |               |               |               |            |            |              |              |          |          | ●        |          | 2      | 0      | 0      |
| 2      | Новак Джокович (SRB)                        |               |               |               |            |            |              |              |          |          | ●        |          | 2      | 0      | 0      |
| 2      | Дамір Джумхур (BIH)                         |               |               |               |            |            |              |              |          |          | ●        |          | 2      | 0      | 0      |
| 2      | Джон Ізнер (USA)                            |               |               |               |            |            |              |              |          |          | ●        |          | 2      | 0      | 0      |
| 2      | Жіль Мюллер (LUX)                           |               |               |               |            |            |              |              |          |          | ●        |          | 2      | 0      | 0      |
| 2      | Браян Бейкер (USA)                          |               |               |               |            |            |              |              |          |          |          | ●        | 0      | 2      | 0      |
| 2      | Жульєн Беннето (FRA)                        |               |               |               |            |            |              |              |          |          |          | ●        | 0      | 2      | 0      |
| 2      | Боб Браян (USA)                             |               |               |               |            |            |              |              |          |          |          | ●        | 0      | 2      | 0      |
| 2      | Майк Браян (USA)                            |               |               |               |            |            |              |              |          |          |          | ●        | 0      | 2      | 0      |
| 2      | Гільєрмо Дюран (ARG)                        |               |               |               |            |            |              |              |          |          |          | ●        | 0      | 2      | 0      |
| 2      | Роберт Фара (COL)                           |               |               |               |            |            |              |              |          |          |          | ●        | 0      | 2      | 0      |
| 2      | Роман Єбави (CZE)                           |               |               |               |            |            |              |              |          |          |          | ●        | 0      | 2      | 0      |
| 2      | Олівер Марах (AUT)                          |               |               |               |            |            |              |              |          |          |          | ●        | 0      | 2      | 0      |
| 2      | Нікола Мектич (CRO)                         |               |               |               |            |            |              |              |          |          |          | ●        | 0      | 2      | 0      |
| 2      | Матве Мідделкоп (NED)                       |               |               |               |            |            |              |              |          |          |          | ●        | 0      | 2      | 0      |
| 2      | Андрес Мольтені (ARG)                       |               |               |               |            |            |              |              |          |          |          | ●        | 0      | 2      | 0      |
| 1      | Фелісіано Лопес (ESP)                       |               |               |               |            |            |              |              | ●        |          |          |          | 1      | 0      | 0      |
| 1      | Леонардо Маєр (ARG)                         |               |               |               |            |            |              |              | ●        |          |          |          | 1      | 0      | 0      |
| 1      | Енді Маррей (GBR)                           |               |               |               |            |            |              |              | ●        |          |          |          | 1      | 0      | 0      |
| 1      | Домінік Тім (AUT)                           |               |               |               |            |            |              |              | ●        |          |          |          | 1      | 0      | 0      |
| 1      | Бен Маклахлан (JPN)                         |               |               |               |            |            |              |              |          | ●        |          |          | 0      | 1      | 0      |
| 1      | Флорін Мерджа (ROU)                         |               |               |               |            |            |              |              |          | ●        |          |          | 0      | 1      | 0      |
| 1      | Ясутака Утіяма (JPN)                        |               |               |               |            |            |              |              |          | ●        |          |          | 0      | 1      | 0      |
| 1      | Марин Чилич (CRO)                           |               |               |               |            |            |              |              |          |          | ●        |          | 1      | 0      | 0      |
| 1      | Борна Чорич (CRO)                           |               |               |               |            |            |              |              |          |          | ●        |          | 1      | 0      | 0      |
| 1      | Хуан Мартін дель Потро (ARG)                |               |               |               |            |            |              |              |          |          | ●        |          | 1      | 0      | 0      |
| 1      | Олександр Долгополов (UKR)                  |               |               |               |            |            |              |              |          |          | ●        |          | 1      | 0      | 0      |
| 1      | Віктор Естрелья Бургос (DOM)                |               |               |               |            |            |              |              |          |          | ●        |          | 1      | 0      | 0      |
| 1      | Давид Феррер (ESP)                          |               |               |               |            |            |              |              |          |          | ●        |          | 1      | 0      | 0      |
| 1      | Фабіо Фоніні (ITA)                          |               |               |               |            |            |              |              |          |          | ●        |          | 1      | 0      | 0      |
| 1      | Петер Гойовчик (GER)                        |               |               |               |            |            |              |              |          |          | ●        |          | 1      | 0      | 0      |
| 1      | Денис Істомін (UZB)                         |               |               |               |            |            |              |              |          |          | ●        |          | 1      | 0      | 0      |
| 1      | Стів Джонсон (USA)                          |               |               |               |            |            |              |              |          |          | ●        |          | 1      | 0      | 0      |
| 1      | Філіпп Кольшрайбер (GER)                    |               |               |               |            |            |              |              |          |          | ●        |          | 1      | 0      | 0      |
| 1      | Андрій Рубльов (RUS)                        |               |               |               |            |            |              |              |          |          | ●        |          | 1      | 0      | 0      |
| 1      | Суґіта Юіті (JPN)                           |               |               |               |            |            |              |              |          |          | ●        |          | 1      | 0      | 0      |
| 1      | Стен Вавринка (SUI)                         |               |               |               |            |            |              |              |          |          | ●        |          | 1      | 0      | 0      |
| 1      | Жеремі Шарді (FRA)                          |               |               |               |            |            |              |              |          |          |          | ●        | 0      | 1      | 0      |
| 1      | Джеймс Серретані (USA)                      |               |               |               |            |            |              |              |          |          |          | ●        | 0      | 1      | 0      |
| 1      | Рожеріу Дутра Сілва (BRA)                   |               |               |               |            |            |              |              |          |          |          | ●        | 0      | 1      | 0      |
| 1      | Джонатан Ерліх (ISR)                        |               |               |               |            |            |              |              |          |          |          | ●        | 0      | 1      | 0      |
| 1      | Трет Х'юї (PHI)                             |               |               |               |            |            |              |              |          |          |          | ●        | 0      | 1      | 0      |
| 1      | Домінік Інглот (GBR)                        |               |               |               |            |            |              |              |          |          |          | ●        | 0      | 1      | 0      |
| 1      | Юліан Ноул (AUT)                            |               |               |               |            |            |              |              |          |          |          | ●        | 0      | 1      | 0      |
| 1      | Танасі Коккінакіс (AUS)                     |               |               |               |            |            |              |              |          |          |          | ●        | 0      | 1      | 0      |
| 1      | Веслі Колгоф (NED)                          |               |               |               |            |            |              |              |          |          |          | ●        | 0      | 1      | 0      |
| 1      | Роберт Ліндстедт (SWE)                      |               |               |               |            |            |              |              |          |          |          | ●        | 0      | 1      | 0      |
| 1      | Скотт Ліпскі (USA)                          |               |               |               |            |            |              |              |          |          |          | ●        | 0      | 1      | 0      |
| 1      | Фабріс Мартен (FRA)                         |               |               |               |            |            |              |              |          |          |          | ●        | 0      | 1      | 0      |
| 1      | Марцін Матковський (POL)                    |               |               |               |            |            |              |              |          |          |          | ●        | 0      | 1      | 0      |
| 1      | Максим Мирний (BLR)                         |               |               |               |            |            |              |              |          |          |          | ●        | 0      | 1      | 0      |
| 1      | Джіван Недунчежіян (IND)                    |               |               |               |            |            |              |              |          |          |          | ●        | 0      | 1      | 0      |
| 1      | Хуліо Перальта (CHI)                        |               |               |               |            |            |              |              |          |          |          | ●        | 0      | 1      | 0      |
| 1      | Філіпп Пецшнер (GER)                        |               |               |               |            |            |              |              |          |          |          | ●        | 0      | 1      | 0      |
| 1      | Александер Пея (AUT)                        |               |               |               |            |            |              |              |          |          |          | ●        | 0      | 1      | 0      |
| 1      | Едуар Роже-Васслен (FRA)                    |               |               |               |            |            |              |              |          |          |          | ●        | 0      | 1      | 0      |
| 1      | Андре Са (BRA)                              |               |               |               |            |            |              |              |          |          |          | ●        | 0      | 1      | 0      |
| 1      | Аділ Шамасдін (CAN)                         |               |               |               |            |            |              |              |          |          |          | ●        | 0      | 1      | 0      |
| 1      | Дівідж Шаран (IND)                          |               |               |               |            |            |              |              |          |          |          | ●        | 0      | 1      | 0      |
| 1      | Джордан Томпсон (AUS)                       |               |               |               |            |            |              |              |          |          |          | ●        | 0      | 1      | 0      |
| 1      | Віктор Троїцький (SRB)                      |               |               |               |            |            |              |              |          |          |          | ●        | 0      | 1      | 0      |
| 1      | Їржі Веселий (CZE)                          |               |               |               |            |            |              |              |          |          |          | ●        | 0      | 1      | 0      |
| 1      | Орасіо Себальйос (ARG)                      |               |               |               |            |            |              |              |          |          |          | ●        | 0      | 1      | 0      |
| 1      | Ненад Зімоньїч (SRB)                        |               |               |               |            |            |              |              |          |          |          | ●        | 0      | 1      | 0      |
| 1      | Міша Зверєв (GER)                           |               |               |               |            |            |              |              |          |          |          | ●        | 0      | 1      | 0      |

### Титули за країнами
| Всього | Країна                         | Grand Slam | Grand Slam | Grand Slam | ATP Фінали | ATP Фінали | Masters 1000 | Masters 1000 | Tour 500 | Tour 500 | Tour 250 | Tour 250 | Всього | Всього | Всього |
| Всього | Країна                         | S          | D          | X          | S          | D          | S            | D            | S        | D        | S        | D        | S      | D      | X      |
| ------ | ------------------------------ | ---------- | ---------- | ---------- | ---------- | ---------- | ------------ | ------------ | -------- | -------- | -------- | -------- | ------ | ------ | ------ |
| 21     | США (USA)                      |            | 1          |            |            |            | 1            | 1            | 1        |          | 7        | 10       | 9      | 12     | 0      |
| 14     | Іспанія (ESP)                  | 2          |            |            |            |            | 2            |              | 3        | 3        | 4        |          | 11     | 3      | 0      |
| 13     | Франція (FRA)                  |            |            |            |            |            |              | 3            | 2        |          | 5        | 3        | 7      | 6      | 0      |
| 10     | Бразилія (BRA)                 |            | 1          |            |            |            |              | 3            |          | 3        |          | 3        | 0      | 10     | 0      |
| 9      | Німеччина (GER)                |            |            |            |            |            | 2            |              | 1        |          | 4        | 2        | 7      | 2      | 0      |
| 9      | Хорватія (CRO)                 |            |            |            |            |            |              |              |          | 3        | 3        | 3        | 2      | 7      | 0      |
| 8      | Швейцарія (SUI)                | 2          |            |            |            |            | 3            |              | 2        |          | 1        |          | 8      | 0      | 0      |
| 7      | Польща (POL)                   |            | 1          |            |            |            |              | 3            |          | 1        |          | 2        | 0      | 7      | 0      |
| 7      | Велика Британія (GBR)          |            |            | 2          |            |            |              |              | 1        | 2        |          | 2        | 1      | 4      | 2      |
| 7      | Австрія (AUT)                  |            |            |            |            |            |              |              | 1        |          |          | 6        | 1      | 6      | 0      |
| 6      | Австралія (AUS)                |            | 1          |            |            | 1          |              | 1            |          | 2        |          | 1        | 0      | 6      | 0      |
| 6      | Нідерланди (NED)               |            | 1          |            |            |            |              |              |          | 1        |          | 4        | 0      | 6      | 0      |
| 6      | Аргентина (ARG)                |            |            |            |            |            |              |              | 1        |          | 1        | 4        | 2      | 4      | 0      |
| 5      | Фінляндія (FIN)                |            | 1          |            |            | 1          |              | 1            |          | 2        |          |          | 0      | 5      | 0      |
| 5      | Румунія (ROU)                  |            | 1          |            |            |            |              |              |          | 2        |          | 2        | 0      | 5      | 0      |
| 5      | Індія (IND)                    |            |            | 1          |            |            |              | 1            |          | 1        |          | 2        | 0      | 4      | 1      |
| 5      | Уругвай (URU)                  |            |            |            |            |            |              | 1            |          | 2        | 1        | 1        | 1      | 4      | 0      |
| 5      | Пакистан (PAK)                 |            |            |            |            |            |              |              |          | 1        |          | 4        | 0      | 5      | 0      |
| 4      | Колумбія (COL)                 |            |            | 1          |            |            |              |              |          |          |          | 3        | 0      | 3      | 1      |
| 4      | Болгарія (BUL)                 |            |            |            | 1          |            | 1            |              |          |          | 2        |          | 4      | 0      | 0      |
| 3      | Сербія (SRB)                   |            |            |            |            |            |              |              |          |          | 2        | 1        | 2      | 1      | 0      |
| 2      | Нова Зеландія (NZL)            |            | 1          |            |            |            |              |              |          |          |          | 1        | 0      | 2      | 0      |
| 2      | ПАР (RSA)                      |            |            |            |            |            |              | 1            |          |          |          | 1        | 0      | 2      | 0      |
| 2      | Бельгія (BEL)                  |            |            |            |            |            |              |              | 1        |          | 1        |          | 2      | 0      | 0      |
| 2      | Японія (JPN)                   |            |            |            |            |            |              |              |          | 1        | 1        |          | 1      | 1      | 0      |
| 2      | Боснія і Герцеговина (BIH)     |            |            |            |            |            |              |              |          |          | 2        |          | 2      | 0      | 0      |
| 2      | Люксембург (LUX)               |            |            |            |            |            |              |              |          |          | 2        |          | 2      | 0      | 0      |
| 2      | Чехія (CZE)                    |            |            |            |            |            |              |              |          |          |          | 2        | 0      | 2      | 0      |
| 1      | Домініканська Республіка (DOM) |            |            |            |            |            |              |              |          |          | 1        |          | 1      | 0      | 0      |
| 1      | Італія (ITA)                   |            |            |            |            |            |              |              |          |          | 1        |          | 1      | 0      | 0      |
| 1      | Росія (RUS)                    |            |            |            |            |            |              |              |          |          | 1        |          | 1      | 0      | 0      |
| 1      | Україна (UKR)                  |            |            |            |            |            |              |              |          |          | 1        |          | 1      | 0      | 0      |
| 1      | Узбекистан (UZB)               |            |            |            |            |            |              |              |          |          | 1        |          | 1      | 0      | 0      |
| 1      | Білорусь (BLR)                 |            |            |            |            |            |              |              |          |          |          | 1        | 0      | 1      | 0      |
| 1      | Канада (CAN)                   |            |            |            |            |            |              |              |          |          |          | 1        | 0      | 1      | 0      |
| 1      | Чилі (CHI)                     |            |            |            |            |            |              |              |          |          |          | 1        | 0      | 1      | 0      |
| 1      | Ізраїль (ISR)                  |            |            |            |            |            |              |              |          |          |          | 1        | 0      | 1      | 0      |
| 1      | Філіппіни (PHI)                |            |            |            |            |            |              |              |          |          |          | 1        | 0      | 1      | 0      |
| 1      | Швеція (SWE)                   |            |            |            |            |            |              |              |          |          |          | 1        | 0      | 1      | 0      |

### Увійшли в першу десятку
Наведені нижче гравці вперше у своїй кар'єрі увійшли в першу десятку рейтингу ATP:
Одиночний розряд
- Давід Ґоффен (Ранг 10, 20 лютого)
- Александр Зверєв (Ранг 10, 22 травня)
- Пабло Карреньо Буста (Ранг 10, 11 вересня)
- Джек Сок (Ранг 9, 6 листопада)

## Рейтинги ATP
Нижче наведено Рейтинг ATP 20 найкращих тенісистів в одиночному та парному розрядах на кінець 2017 року.

### Одиночний розряд
| Одиночний рейтинг на кінець року (25 грудня 2017) | Одиночний рейтинг на кінець року (25 грудня 2017) | Одиночний рейтинг на кінець року (25 грудня 2017) | Одиночний рейтинг на кінець року (25 грудня 2017) | Одиночний рейтинг на кінець року (25 грудня 2017) |
| #                                                 | Гравець                                           | Points                                            | Tours                                             |                                                   |
| ------------------------------------------------- | ------------------------------------------------- | ------------------------------------------------- | ------------------------------------------------- | ------------------------------------------------- |
| 1                                                 | Рафаель Надаль (ESP)                              | 10,645                                            | 17                                                |                                                   |
| 2                                                 | Роджер Федерер (SUI)                              | 9,005                                             | 11                                                |                                                   |
| 3                                                 | Александр Зверєв (GER)                            | 4,410                                             | 24                                                |                                                   |
| 4                                                 | Домінік Тім (AUT)                                 | 3,815                                             | 26                                                |                                                   |
| 5                                                 | Марин Чилич (CRO)                                 | 3,805                                             | 21                                                |                                                   |
| 6                                                 | Григор Димитров (BUL)                             | 3,650                                             | 22                                                |                                                   |
| 7                                                 | Стен Вавринка (SUI)                               | 3,150                                             | 15                                                |                                                   |
| 8                                                 | Давід Ґоффен (BEL)                                | 2,975                                             | 25                                                |                                                   |
| 9                                                 | Джек Сок (USA)                                    | 2,765                                             | 21                                                |                                                   |
| 10                                                | Пабло Карреньо Буста (ESP)                        | 2,615                                             | 24                                                |                                                   |
| 11                                                | Хуан Мартін дель Потро (ARG)                      | 2,595                                             | 19                                                |                                                   |
| 12                                                | Новак Джокович (SRB)                              | 2,585                                             | 16                                                |                                                   |
| 13                                                | Сем Кверрі (USA)                                  | 2,535                                             | 23                                                |                                                   |
| 14                                                | Кевін Андерсон (RSA)                              | 2,480                                             | 22                                                |                                                   |
| 15                                                | Жо-Вілфрід Тсонга (FRA)                           | 2,320                                             | 20                                                |                                                   |
| 16                                                | Енді Маррей (GBR)                                 | 2,290                                             | 16                                                |                                                   |
| 17                                                | Джон Ізнер (USA)                                  | 2,265                                             | 24                                                |                                                   |
| 18                                                | Люка Пуй (FRA)                                    | 2,235                                             | 24                                                |                                                   |
| 19                                                | Томаш Бердих (CZE)                                | 2,095                                             | 20                                                |                                                   |
| 20                                                | Роберто Баутіста Аґут (ESP)                       | 2,015                                             | 24                                                |                                                   |

#### 1-й номер рейтингу
| Гравець              | від            | До             |
| -------------------- | -------------- | -------------- |
| Енді Маррей (GBR)    | Кінець 2016    | 20 серпня 2017 |
| Рафаель Надаль (ESP) | 21 серпня 2017 | Кінець 2017    |

### Парний розряд
| Рейтинг Пар | Рейтинг Пар                                     | Рейтинг Пар | Рейтинг Пар | Рейтинг Пар |
| #           | Пара                                            | Очки        | Турніри     |             |
| ----------- | ----------------------------------------------- | ----------- | ----------- | ----------- |
| 1           | Лукаш Кубот (POL) Марсело Мело (BRA)            | 8,600       | 22          |             |
| 2           | Генрі Контінен (FIN) Джон Пірс (тенісист) (AUS) | 7,330       | 20          |             |
| 3           | Жан-Жульєн Роєр (NED) Горія Текеу (ROU)         | 5,295       | 26          |             |
| 4           | Джеймі Маррей (GBR) Бруно Соарес (BRA)          | 5,180       | 23          |             |
| 5           | Боб Браян (USA) Майк Браян (USA)                | 4,625       | 20          |             |
| 6           | П'єр-Юг Ербер (FRA) Ніколя Маю (FRA)            | 4,395       | 15          |             |
| 7           | Іван Додіг (CRO) Марсель Гранольєрс (ESP)       | 4,090       | 17          |             |
| 8           | Раян Гаррісон (USA) Майкл Вінус (NZL)           | 3,150       | 15          |             |
| 9           | Олівер Марах (AUT) Мате Павич (CRO)             | 3,100       | 18          |             |
| 10          | Равен Класен (RSA) Ражів Рам (USA)              | 3,020       | 22          |             |

| Парний рейтинг на кінець року (25 грудня 2017) | Парний рейтинг на кінець року (25 грудня 2017) | Парний рейтинг на кінець року (25 грудня 2017) | Парний рейтинг на кінець року (25 грудня 2017) | Парний рейтинг на кінець року (25 грудня 2017) | Парний рейтинг на кінець року (25 грудня 2017) | Парний рейтинг на кінець року (25 грудня 2017) | Парний рейтинг на кінець року (25 грудня 2017) |
| #                                              | Гравець                                        | Очки                                           | Турн.                                          | Рейтинг '16                                    | Макс                                           | Мін                                            | '16→'17                                        |
| ---------------------------------------------- | ---------------------------------------------- | ---------------------------------------------- | ---------------------------------------------- | ---------------------------------------------- | ---------------------------------------------- | ---------------------------------------------- | ---------------------------------------------- |
| 1                                              | Марсело Мело (BRA)                             | 9,220                                          | 24                                             | 8                                              | 1                                              | 9                                              | ▲ 7                                            |
| 2                                              | Лукаш Кубот (POL)                              | 9,220                                          | 25                                             | 24                                             | 2                                              | 24                                             | ▲ 22                                           |
| 3                                              | Генрі Контінен (FIN)                           | 8,540                                          | 21                                             | 7                                              | 1                                              | 7                                              | ▲ 4                                            |
| 4                                              | Джон Пірс (тенісист) (AUS)                     | 8,540                                          | 22                                             | 9                                              | 2                                              | 9                                              | ▲ 5                                            |
| 5                                              | Іван Додіг (CRO)                               | 5,550                                          | 25                                             | 13                                             | 5                                              | 14                                             | ▲ 8                                            |
| 6                                              | Ніколя Маю (FRA)                               | 5,535                                          | 19                                             | 1                                              | 1                                              | 10                                             | ▼ 5                                            |
| 7                                              | Жан-Жульєн Роєр (NED)                          | 5,130                                          | 28                                             | 27                                             | 7                                              | 29                                             | ▲ 20                                           |
| 8                                              | Горія Текеу (ROU)                              | 5,070                                          | 27                                             | 19                                             | 8                                              | 28                                             | ▲ 11                                           |
| 9                                              | Джеймі Маррей (GBR)                            | 4,980                                          | 24                                             | 4                                              | 4                                              | 11                                             | ▼ 5                                            |
| 10                                             | Бруно Соарес (BRA)                             | 4,980                                          | 25                                             | 3                                              | 3                                              | 12                                             | ▼ 7                                            |
| 11                                             | Боб Браян (USA)                                | 4,690                                          | 21                                             | 5T                                             | 3                                              | 11                                             | ▼ 6                                            |
| 11                                             | Майк Браян (USA)                               | 4,690                                          | 21                                             | 5T                                             | 3                                              | 11                                             | ▼ 6                                            |
| 13                                             | П'єр-Юг Ербер (FRA)                            | 4,685                                          | 16                                             | 2                                              | 2                                              | 13                                             | ▼ 11                                           |
| 14                                             | Марсель Гранольєрс (ESP)                       | 4,365                                          | 23                                             | 18                                             | 11                                             | 20                                             | ▲ 4                                            |
| 15                                             | Майкл Вінус (NZL)                              | 4,065                                          | 35                                             | 32                                             | 12                                             | 42                                             | ▲ 17                                           |
| 16                                             | Раян Гаррісон (USA)                            | 3,900                                          | 20                                             | 238                                            | 16                                             | 238                                            | ▲ 222                                          |
| 17                                             | Мате Павич (CRO)                               | 3,870                                          | 33                                             | 29                                             | 15                                             | 38                                             | ▲ 12                                           |
| 18                                             | Роган Бопанна (IND)                            | 3,790                                          | 26                                             | 28                                             | 16                                             | 28                                             | ▲ 10                                           |
| 19                                             | Олівер Марах (AUT)                             | 3,730                                          | 28                                             | 33                                             | 17                                             | 39                                             | ▲ 14                                           |
| 20                                             | Марк Лопес Таррес (ESP)                        | 3,375                                          | 26                                             | 10                                             | 10                                             | 28                                             | ▼ 10                                           |

#### 1-й номер рейтингу
| Тенісист             | Від              | До               |
| -------------------- | ---------------- | ---------------- |
| Ніколя Маю (FRA)     | Кінець 2016      | 2 квітня 2017    |
| Генрі Контінен (FIN) | 3 квітня 2017    | 16 липня 2017    |
| Марсело Мело (BRA)   | 17 липня 2017    | 20 серпня 2017   |
| Henri Kontinen (FIN) | 21 серпня 2017   | 5 листопада 2017 |
| Marcelo Melo (BRA)   | 6 листопада 2017 | Кінець 2017      |

### Нарахування очок
| Category                         | П                     | F                    | ПФ                  | ЧФ                                                                                            | R16                                                                                           | R32                                                                                           | R64                                                                                           | R128                                                                                          | Q                                                                                             | Q3                                                                                            | Q2                                                                                            | Q1                                                                                            |
| Великий шолом (128S)             | 2000                  | 1200                 | 720                 | 360                                                                                           | 180                                                                                           | 90                                                                                            | 45                                                                                            | 10                                                                                            | 25                                                                                            | 16                                                                                            | 8                                                                                             | 0                                                                                             |
| Великий шолом (64D)              | 2000                  | 1200                 | 720                 | 360                                                                                           | 180                                                                                           | 90                                                                                            | 0                                                                                             | –                                                                                             | 25                                                                                            | –                                                                                             | 0                                                                                             | 0                                                                                             |
| Фінал Світового Туру ATP (8S/8D) | 1500 (max) 1100 (min) | 1000 (max) 600 (min) | 600 (max) 200 (min) | 200 за перемогу в круговому турнірі, +400 за перемогу в півфіналі, +500 за перемогу у фіналі. | 200 за перемогу в круговому турнірі, +400 за перемогу в півфіналі, +500 за перемогу у фіналі. | 200 за перемогу в круговому турнірі, +400 за перемогу в півфіналі, +500 за перемогу у фіналі. | 200 за перемогу в круговому турнірі, +400 за перемогу в півфіналі, +500 за перемогу у фіналі. | 200 за перемогу в круговому турнірі, +400 за перемогу в півфіналі, +500 за перемогу у фіналі. | 200 за перемогу в круговому турнірі, +400 за перемогу в півфіналі, +500 за перемогу у фіналі. | 200 за перемогу в круговому турнірі, +400 за перемогу в півфіналі, +500 за перемогу у фіналі. | 200 за перемогу в круговому турнірі, +400 за перемогу в півфіналі, +500 за перемогу у фіналі. | 200 за перемогу в круговому турнірі, +400 за перемогу в півфіналі, +500 за перемогу у фіналі. |
| Мастерс (96S)                    | 1000                  | 600                  | 360                 | 180                                                                                           | 90                                                                                            | 45                                                                                            | 25                                                                                            | 10                                                                                            | 16                                                                                            | –                                                                                             | 8                                                                                             | 0                                                                                             |
| Мастерс (56S/48S)                | 1000                  | 600                  | 360                 | 180                                                                                           | 90                                                                                            | 45                                                                                            | 10                                                                                            | –                                                                                             | 25                                                                                            | –                                                                                             | 16                                                                                            | 0                                                                                             |
| Мастерс (32D/24D)                | 1000                  | 600                  | 360                 | 180                                                                                           | 90                                                                                            | 0                                                                                             | –                                                                                             | –                                                                                             | –                                                                                             | –                                                                                             | –                                                                                             | –                                                                                             |
| ATP 500 (48S)                    | 500                   | 300                  | 180                 | 90                                                                                            | 45                                                                                            | 20                                                                                            | 0                                                                                             | –                                                                                             | 10                                                                                            | –                                                                                             | 4                                                                                             | 0                                                                                             |
| ATP 500 (32S)                    | 500                   | 300                  | 180                 | 90                                                                                            | 45                                                                                            | 0                                                                                             | –                                                                                             | –                                                                                             | 20                                                                                            | –                                                                                             | 10                                                                                            | 0                                                                                             |
| ATP 500 (16D)                    | 500                   | 300                  | 180                 | 90                                                                                            | 0                                                                                             | –                                                                                             | –                                                                                             | –                                                                                             | 45                                                                                            | –                                                                                             | 25                                                                                            | 0                                                                                             |
| ATP 250 (48S)                    | 250                   | 150                  | 90                  | 45                                                                                            | 20                                                                                            | 10                                                                                            | 0                                                                                             | –                                                                                             | 10                                                                                            | –                                                                                             | 3                                                                                             | 0                                                                                             |
| ATP 250 (32S/28S)                | 250                   | 150                  | 90                  | 45                                                                                            | 20                                                                                            | 0                                                                                             | –                                                                                             | –                                                                                             | 12                                                                                            | –                                                                                             | 6                                                                                             | 0                                                                                             |
| ATP 250 (16D)                    | 250                   | 150                  | 90                  | 45                                                                                            | 0                                                                                             | –                                                                                             | –                                                                                             | –                                                                                             | –                                                                                             | –                                                                                             | –                                                                                             | –                                                                                             |

## Завершили кар'єру
- Мартін Алунд
- Сомдев Девварман
- Колін Флемінг
- Джованні Лапентті[en]
- Хуан Монако
- Альберт Монтаньєс
- Грега Жемля
- Бенжамін Бекер
- Маріуш Фирстенберг
- Марко К'юдінеллі
- Поль-Анрі Матьє
- Радек Штепанек
- Дмитро Турсунов

## Відновили кар'єру
- Ніколас Лапентті
- Хуан Карлос Ферреро